# Ligue Europa 2020-2021
Navigation
Édition 2019-2020 Édition 2021-2022
La Ligue Europa 2020-2021 est la cinquantième édition de la seconde plus prestigieuse coupe européenne des clubs européens, la onzième sous le nom de Ligue Europa. Créée par l'UEFA, les éliminatoires de la compétition sont ouverts aux clubs de football des associations membres de l'UEFA, qualifiés en fonction de leurs bons résultats en championnat ou coupe nationale.
Le vainqueur de la Ligue Europa se qualifie pour la Supercoupe de l'UEFA 2021 ainsi que pour la phase de groupes de la Ligue des champions de l'UEFA 2021-2022.
La finale, le mercredi 26 mai 2021 au Arena Bałtycka de Gdańsk (Pologne), voit la première victoire dans la compétition du Villarreal CF qui bat Manchester United 11 tirs au but à 10 après un match nul 1-1 à la fin du temps règlementaire.

## Désignation de la ville organisatrice de la finale
Une procédure de candidature est mise en place par l'UEFA pour l'obtention de la finale.
Trois pays déclarent leur intérêt avant le 26 octobre 2018 (l'Autriche, la Géorgie et l'Espagne). Seuls deux pays confirment leur candidature avant la date limite du 15 février 2019.
| Association | Stade                       | Ville    | Capacité |
| ----------- | --------------------------- | -------- | -------- |
| Espagne     | Stade Ramón-Sánchez-Pizjuán | Séville  | 43 883   |
| Géorgie     | Stade Boris-Paichadze       | Tbilissi | 54 000   |

Le Stade Ramón-Sánchez-Pizjuán est choisi par le Comité exécutif de l'UEFA le 24 septembre 2019. Cependant, à la suite des perturbations dans le calendrier de la saison 2019-2020 causées par la pandémie de Covid-19, c'est l'Arena Bałtycka — qui devait accueillir la finale de la Ligue Europa 2019-2020 — qui accueille la finale. Séville accueillera alors la finale de la Ligue Europa 2021-2022.

## Participants
158 équipes provenant de 55 associations membres de l'UEFA participeront à la Ligue Europa 2020‑2021.
La liste d'accès est modifiée dans le cadre de l'évolution des compétitions interclubs de l’UEFA pour le cycle 2018-21.

### Nombre de places par association
La répartition pour la saison 2020-2021 est la suivante :
- Les associations aux places 1 à 51 du classement UEFA 2019 ont 3 clubs qualifiés (Le Liechtenstein, classé 32e mais qui n'organise aucun championnat cède ses 3 places au 51e)
- Les associations aux places 52 à 56 ont 2 clubs qualifiés[6] (changement par rapport à l'édition précédente, l'association 52 perdant un club et l'association 56 en gagnant un)
- Le Liechtenstein a 1 seul club qualifié, vainqueur de la coupe nationale, au lieu des 3 places auxquelles son classement lui donnerait droit si l'association organisait un championnat
- 57 équipes éliminées de la Ligue des champions 2020-2021 sont repêchées dans cette compétition. Les équipes championnes de leur pays se rencontrent exclusivement entre elles lors de la phase de qualifications.

### Règles de distribution des places par association nationale
Les places attribuées par association nationale vont par ordre de priorité :
- à l'équipe vainqueur de la coupe nationale ;
- aux équipes les mieux classées dans les championnats nationaux et non qualifiées en Ligue des champions ;
- à l'équipe vainqueur de la coupe de la Ligue (Angleterre et France).

Cet ordre de priorité détermine le tour préliminaire d'entrée le plus tardif en qualifications et pour la phase de groupes de la Ligue Europa. Les vainqueurs des coupes nationales des associations classées aux douze premières places du classement UEFA 2019 (Espagne, Angleterre, Italie, Allemagne, France, Russie, Portugal, Belgique, Ukraine, Turquie, Pays-Bas et Autriche), le quatrième du championnat de l'association classée cinquième (France) et le cinquième du championnat des associations 1 à 4 (Espagne, Angleterre, Italie et Allemagne) sont directement qualifiés pour la phase de groupes.

### Clubs participants
| Seizièmes de finale | Seizièmes de finale |
| --- | --- |
| - 4 « meilleurs troisièmes » repêchés de la phase de groupes de la Ligue des champions : - Manchester United (100.000) - Club Bruges KV (28.500) - Chakhtar Donetsk (85.000) - Ajax Amsterdam (56.000) | - 4 « moins bons troisièmes » repêchés de la phase de groupes de la Ligue des champions : - FK Krasnodar (35.500) - Red Bull Salzbourg (53.500) - Dynamo Kiev (55.000) - Olympiakos (43.000) |
| Phase de groupes | |
| - Villarreal CF (56.000) 5e d'Espagne en 2019-2020 - Real Sociedad (20.456) 6e d'Espagne en 2019-2020 - Arsenal FC (91.000) Vainqueur de la Coupe d'Angleterre 2019-2020 - Leicester City (22.000) 5e d'Angleterre en 2019-2020 - SSC Naples (77.000) Vainqueur de la Coupe d'Italie 2019-2020 - AS Rome (80.000) 5e d'Italie en 2019-2020 - Bayer Leverkusen (61.000) 5e d'Allemagne en 2019-2020 - TSG 1899 Hoffenheim (14.956) 6e d'Allemagne en 2019-2020 - LOSC Lille (11.849) 4e de France en 2019-2020 - OGC Nice (11.849) 5e de France en 2019-2020 - CSKA Moscou (44.000) 4e de Russie en 2019-2020 - SC Braga (41.000) 3e de Portugal en 2019-2020 - Royal Antwerp FC (7.580) Vainqueur de la Coupe de Belgique 2019-2020 - Zorya Louhansk (12.500) 3e d'Ukraine en 2019-2020 - Sivasspor (6.720) 4e de Turquie en 2019-2020 - Feyenoord Rotterdam (17.000) 3e de Pays-Bas en 2019-2020 - Wolfsberger AC (6.585) 3e d'Autriche en 2019-2020 - Sparta Prague (30.500) Vainqueur de la Coupe de Tchéquie 2019-2020 | - 4 champions repêchés des barrages de la Ligue des champions : - Slavia Prague (27.500) - Maccabi Tel-Aviv (16.500) - Molde FK (15.000) - Omonia Nicosie (5.350) - 2 non-champions repêchés des barrages de la Ligue des champions : - KAA La Gantoise (39.500) - PAOK Salonique (21.000) - 3 non-champions repêchés du 3e tour de qualification de la Ligue des champions : - Benfica Lisbonne (70.000) - Rapid Vienne (22.000) - AZ Alkmaar (18.500) |
| Barrages | |
| Voie des champions - 5 champions repêchés du 3e tour de qualification de la Ligue des champions : - Dinamo Zagreb (33.500) - BSC Young Boys (25.500) - Étoile rouge de Belgrade (22.750) - Qarabağ FK (21.000) - Dinamo Brest (3.775) - 2 champions repêchés du 2e tour de qualification de la Ligue des champions : - Ludogorets Razgrad (26.000) - KF Tirana (1.475) | Voie de la Ligue Aucune entrée |
| Troisième tour de qualification | |
| Voie des champions - 8 champions repêchés du 2e tour de qualification de la Ligue des champions : - Celtic FC (34.000) - Legia Varsovie (17.000) - Sheriff Tiraspol (12.750) - CFR Cluj (12.500) - Sūduva Marijampolė (6.750) - FK Sarajevo (4.750) - KÍ Klaksvík (2.750) - NK Celje (2.600) | Voie de la Ligue - 3 non-champions repêchés du 2e tour de qualification de la Ligue des champions : - Beşiktaş JK (54.000) - Viktoria Plzeň (34.000) - Lokomotiva Zagreb (4.975) - FK Rostov (12.000) 5e de Russie en 2019-2020 - Sporting CP (50.000) 4e du Portugal en 2019-2020 - Sporting Charleroi (7.580) 3e de Belgique en 2019-2020 - Desna Tchernihiv (7.220) 4e d'Ukraine en 2019-2020 - Alanyaspor (6.720) 5e de Turquie en 2019-2020 - PSV Eindhoven (37.000) 4e des Pays-Bas en 2019-2020 - LASK (14.000) 4e d'Autriche en 2019-2020 - AEK Athènes (16.500) 3e de Grèce en 2019-2020 - HNK Rijeka (11.000) Vainqueur de la Coupe de Croatie 2019-2020 - SønderjyskE (5.850) Vainqueur de la Coupe du Danemark 2019-2020 - FC Saint-Gall (5.280) 2e de Suisse en 2019-2020 - Anorthosis Famagouste (5.350) 2e de Chypre en 2019-2020, - Vojvodina Novi Sad (5.100) Vainqueur de la Coupe de Serbie 2019-2020 |
| Deuxième tour de qualification | |
| Voie des champions - 17 champions repêchés du 1er tour de qualification de la Ligue des champions : - FK Astana (29.000) - Dundalk FC (8.500) - Slovan Bratislava (7.000) - Dinamo Tbilissi (4.750) - Fola Esch (4.750) - Djurgårdens IF (4.550) - Linfield FC (4.250) - FK Budućnost Podgorica (4.250) - Flora Tallinn (4.000) - Riga FC (3.500) - Connah's Quay Nomads (3.250) - Europa FC (2.750) - FC Ararat-Armenia (2.500) - KuPS (2.500) - KR Reykjavik (2.500) - FK Sileks Kratovo (1.475) - Floriana FC (1.150) - 1 champion repêché de la finale du tour préliminaire de la Ligue des champions : - KF Drita (1.500) - 2 champions repêchés des demi-finales du tour préliminaire de la Ligue des champions : - SP Tre Fiori (1.500) - Inter Club d'Escaldes (0.566) | Voie de la Ligue - Grenade CF (20.456) 7e d'Espagne en 2019-2020 - Tottenham Hotspur (85.000) 6e d'Angleterre en 2019-2020 - AC Milan (19.000) 6e d'Italie en 2019-2020 - VfL Wolfsburg (36.000) 7e d'Allemagne en 2019-2020 - Stade de Reims (11.849) 6e de France en 2019-2020 - Dynamo Moscou (9.109) 6e de Russie en 2019-2020 - Rio Ave FC (9.889) 5e du Portugal en 2019-2020 - Standard de Liège (20.500) 5e de Belgique en 2019-2020 - Kolos Kovalivka (7.220) Vainqueur des barrages d'Ukraine en 2019-2020 - Galatasaray SK (23.500) 6e de Turquie en 2019-2020 - Willem II Tilburg (7.150) 5e des Pays-Bas en 2019-2020 - TSV Hartberg (6.585) Vainqueur des barrages d'Autriche en 2019-2020 - FK Jablonec (7.000) 4e de Tchéquie en 2019-2020 - Slovan Liberec (8.000) Vainqueur des barrages de Tchéquie en 2019-2020 - Aris Salonique (5.260) 5e de Grèce en 2019-2020 - OFI Crète (5.260) 6e de Grèce en 2019-2020 - NK Osijek (4.975) 4e de Croatie en 2019-2020 - Hajduk Split (7.500) 5e de Croatie en 2019-2020 - FC Copenhague (42.000) 2e du Danemark en 2019-2020 - FC Bâle (58.500) 3e de Suisse en 2019-2020 - Rangers FC (16.250) 2e d'Écosse en 2019-2020 - FK BATE Borisov (24.000) Vainqueur de la Coupe de Biélorussie 2019-2020 - IFK Göteborg (4.550) Vainqueur de la Coupe de Suède 2019-2020 - Viking FK (4.350) Vainqueur de la Coupe de Norvège 2019 - FK Kaysar Kyzylorda (3.850) Vainqueur de la Coupe du Kazakhstan 2019 |
| Premier tour de qualification (Voie de la Ligue uniquement) | |
| - AGF Aarhus (5.850) Vainqueur des barrages du Danemark en 2019-2020 - Servette FC (5.280) 4e de Suisse en 2019-2020 - APOEL Nicosie (27.500) 3e de Chypre en 2019-2020 - Apollon Limassol (12.500) 4e de Chypre en 2019-2020 - Partizan Belgrade (22.000) 2e de Serbie en 2019-2020 - FK TSC Bačka Topola (5.100) 4e de Serbie en 2019-2020 - Motherwell FC (5.575) 3e d'Écosse en 2019-2020 - Aberdeen FC (6.500) 4e d'Écosse en 2019-2020 - Chakhtior Salihorsk (4.750) 3e de Biélorussie en 2019 - FK Dinamo Minsk (7.000) 4e de Biélorussie en 2019 - Malmö FF (22.000) 2e de Suède en 2019 - Hammarby IF (4.550) 3e de Suède en 2019 - FK Bodø/Glimt (4.350) 2e de Norvège en 2019 - Rosenborg BK (13.500) 3e de Norvège en 2019 - FK Kaïrat Almaty (6.000) 2e du Kazakhstan en 2019 - FK Ordabasy Chimkent (3.850) 3e du Kazakhstan en 2019 - Cracovia (3.325) Vainqueur de la Coupe de Pologne 2019-2020 - Lech Poznań (7.000) 2e de Pologne en 2019-2020 - Piast Gliwice (3.325) 3e de Pologne en 2019-2020 - FK Neftchi Bakou (3.750) 2e d'Azerbaïdjan en 2019-2020 - Keşla FK (3.750) 3e d'Azerbaïdjan en 2019-2020 - FK Sumgayit (3.750) 4e d'Azerbaïdjan en 2019-2020 - Hapoël Beer-Sheva (14.000) Vainqueur de la Coupe d'Israël 2019-2020 - Maccabi Haïfa (3.925) 2e d'Israël en 2019-2020 - Beitar Jérusalem (3.925) 3e d'Israël en 2019-2020 - Lokomotiv Plovdiv (3.475) Vainqueur de la Coupe de Bulgarie 2019-2020 - CSKA Sofia (4.000) 2e de Bulgarie en 2019-2020 - Slavia Sofia (3.475) Vainqueur des barrages de Bulgarie en 2019-2020 - Steaua Bucarest (20.500) Vainqueur de la Coupe de Roumanie 2019-2020 - Universitatea Craiova (5.000) 2e de Roumanie en 2019-2020 - FC Botoșani (3.340) 4e à 5e de Roumanie en 2019-2020 - MŠK Žilina (3.175) 2e de Slovaquie en 2019-2020 - Dunajská Streda (3.175) 3e de Slovaquie en 2019-2020 - MFK Ružomberok (3.175) Vainqueur des barrages de Slovaquie en 2019-2020 - NŠ Mura (2.600) Vainqueur de la Coupe de Slovénie 2019-2020 - NK Maribor (14.000) 2e de Slovénie en 2019-2020 - NK Olimpija Ljubljana (5.250) 3e de Slovénie en 2019-2020 - FC Vaduz (5.500) Finaliste de la Coupe du Liechtenstein 2019-2020 - Budapest Honvéd (4.000) Vainqueur de la Coupe de Hongrie 2019-2020 - Fehérvár FC (10.500) 2e de Hongrie en 2019-2020 - Puskás Akadémia FC (2.575) 3e de Hongrie en 2019-2020 - KF Shkëndija (7.250) 3e de Championnat de Macédoine du Nord 2019-2020 - FK Renova Džepčište (1.475) 4e de Championnat de Macédoine du Nord 2019-2020 - KF Shkupi (2.000) 5e de Championnat de Macédoine du Nord 2019-2020 | - CS Petrocub Hîncești (2.000) Vainqueur de la Coupe de Moldavie 2019-2020 - FC Sfîntul Gheorghe (1.350) 2e de Moldavie en 2019 - FC Dinamo-Auto Tiraspol (1.350) 4e de Moldavie en 2019 - KF Teuta Durrës (1.475) Vainqueur de la Coupe d'Albanie 2019-2020 - FK Kukës (5.500) 2e d'Albanie en 2019-2020 - KF Laç (2.750) 3e d'Albanie en 2019-2020 - Shamrock Rovers (3.750) Vainqueur de la Coupe d'Irlande 2019 - Bohemian FC (1.340) 3e d'Irlande en 2019 - Derry City (1.340) 4e d'Irlande en 2019 - FC Ilves (1.300) Vainqueur de la Coupe de Finlande 2019 - Inter Turku (1.300) 2e de Finlande en 2019 - FC Honka (1.300) Vainqueur des barrages de Finlande en 2019 - Víkingur Reykjavik (3.000) Vainqueur de la Coupe d'Islande 2019 - Breiðablik Kópavogur (1.250) 2e d'Islande en 2019 - FH Hafnarfjörður (4.500) 3e d'Islande en 2019 - Željezničar Sarajevo (3.000) 2e de Bosnie-Herzégovine en 2019-2020 - Zrinjski Mostar (6.250) 3e de Bosnie-Herzégovine en 2019-2020 - FK Borac Banja Luka (1.375) 4e de Bosnie-Herzégovine en 2019-2020 - FK Žalgiris Vilnius (6.000) 2e de Lituanie en 2019 - FK Riteriai (4.250) 3e de Lituanie en 2019 - FK Kauno Žalgiris (1.575) 4e de Lituanie en 2019 - Rīgas FS (1.525) Vainqueur de la Coupe de Lettonie 2019 - FK Ventspils (5.250) 3e de Lettonie en 2019 - FK Valmiera (1.525) 4e de Lettonie en 2019 - Progrès Niederkorn (4.250) 2e du Luxembourg en 2019-2020 - Differdange 03 (1.600) 3e du Luxembourg en 2019-2020 - Union Titus Pétange (1.600) 4e du Luxembourg en 2019-2020. - FC Noah (1.525) Vainqueur de la Coupe d'Arménie 2019-2020 - Alashkert FC (6.000) 3e d'Arménie en 2019-2020 - Shirak FC (1.525) 4e d'Arménie en 2019-2020 - Valletta FC (5.250) 2e de Malte en 2019-2020 - Hibernians FC (3.250) 3e de Malte en 2019-2020 - Sirens FC (1.150) 4e de Malte en 2019-2020 - FCI Levadia Tallinn (3.250) 2e d'Estonie en 2019 - JK Nõmme Kalju (5.000) 3e d'Estonie en 2019 - Paide Linnameeskond (0.875) 4e d'Estonie en 2019 - FC Saburtalo Tbilissi (2.000) Vainqueur de la Coupe de Géorgie 2019 - Dinamo Batoumi (1.150) 2e de Géorgie en 2019 - Lokomotiv Tbilissi (1.150) 4e de Géorgie en 2019 - The New Saints FC (7.000) 2e du pays de Galles en 2019-2020. - Bala Town FC (1.250) 3e du pays de Galles en 2019-2020 - FK Sutjeska Nikšić (4.000) 2e du Monténégro en 2019-2020 |
| Tour préliminaire (Voie de la Ligue uniquement) | |
| - Barry Town United (1.000) 4e du pays de Galles en 2019-2020 - FK Iskra Danilovgrad (0.875) 3e du Monténégro en 2019-2020 - FK Zeta Golubovci (1.250) 4e du Monténégro en 2019-2020 - HB Tórshavn (2.000) Vainqueur de la Coupe des îles Féroé 2019 - B36 Tórshavn (3.750) 2e des îles Féroé en 2019 - NSÍ Runavík (2.250) 3e des îles Féroé en 2019 - Saint Joseph's FC (1.750) 2e de Gibraltar en 2019-2020 - Lincoln Red Imps (5.250) 3e de Gibraltar en 2019-2020 | - Glentoran FC (0.975) Vainqueur de la Coupe d'Irlande du Nord 2019-2020 - Coleraine FC (1.250) 2e d'Irlande du Nord en 2019-2020 - FC Pristina (1.750) Vainqueur de la Coupe du Kosovo 2019-2020 - KF Gjilan (0.800) 2e du Championnat du Kosovo 2019-2020 - FC Santa Coloma (4.500) 2e d'Andorre en 2019-2020 - UE Engordany (2.000) 3e d'Andorre en 2019-2020 - SP Tre Penne (2.250) 3e de Championnat de Saint-Marin 2019-2020 - SP La Fiorita (3.000) 4e de Championnat de Saint-Marin 2019-2020 |

## Calendrier
| Nom                                                                    | Tirage au sort        | Date aller                       | Date retour                        | Équipes participantes |
| ---------------------------------------------------------------------- | --------------------- | -------------------------------- | ---------------------------------- | --------------------- |
| Tours de qualification (2020)                                          |                       |                                  |                                    |                       |
| Tour préliminaire                                                      | 9 août Nyon           | 20 août (matches uniques)        | 20 août (matches uniques)          | 16                    |
| Premier tour de qualification                                          | 10 août Nyon          | 27 août (matches uniques)        | 27 août (matches uniques)          | 94 (8 + 86)           |
| Deuxième tour de qualification                                         | 31 août Nyon          | 17 septembre (matches uniques)   | 17 septembre (matches uniques)     | 92 (47 + 25 + 20)     |
| Troisième tour de qualification                                        | 1er septembre Nyon    | 24 septembre (matches uniques)   | 24 septembre (matches uniques)     | 70 (46 + 16 + 8)      |
| Tour de barrages                                                       | 18 septembre Nyon     | 1er octobre (matches uniques)    | 1er octobre (matches uniques)      | 42 (35 + 7)           |
| Phase de groupes (2020)                                                |                       |                                  |                                    |                       |
| Journées 1 et 5 Journées 2 et 6 Journées 3 et 4                        | 2 octobre Nyon        | 22 octobre 29 octobre 5 novembre | 3 décembre 10 décembre 26 novembre | 48 (18 + 21 + 9)      |
| Phase finale (2021)                                                    |                       |                                  |                                    |                       |
| Seizièmes de finale                                                    | 14 décembre 2020 Nyon | 18 février                       | 25 février                         | 32 (24 + 8)           |
| Huitièmes de finale                                                    | 26 février Nyon       | 11 mars                          | 18 mars                            | 16                    |
| Quarts de finale                                                       | 19 mars Nyon          | 8 avril                          | 15 avril                           | 8                     |
| Demi-finale                                                            | 19 mars Nyon          | 29 avril                         | 6 mai                              | 4                     |
| Finale                                                                 | 19 mars Nyon          | mercredi 26 mai à Gdańsk         | mercredi 26 mai à Gdańsk           | 2                     |
| en italique : clubs repêchés de la Ligue des champions lors de ce tour |                       |                                  |                                    |                       |

## Phase qualificative

### Tour préliminaire
Le tirage au sort du tour préliminaire a lieu le 9 août 2020. Seize équipes provenant des associations classées entre la 48e et la 55e place au classement UEFA participent à ce tour. Les vainqueurs de ce tour se qualifient pour le premier tour de qualification.
Contrairement aux éditions précédentes, ce tour se déroule en un match unique en raison de la pandémie de Covid-19. Les matchs auront lieu le 20 août.
| Groupe 1         | Groupe 1       | Groupe 1             | Groupe 1           |
| Têtes de série   | Têtes de série | Non têtes de série   | Non têtes de série |
| ---------------- | -------------- | -------------------- | ------------------ |
| Lincoln Red Imps | 5.250          | FC Pristina          | 1.750              |
| FC Santa Coloma  | 4.500          | FK Zeta Golubovci    | 1.250              |
| SP Tre Penne     | 2.250          | FK Iskra Danilovgrad | 0.875              |
| UE Engordany     | 2.000          | KF Gjilan            | 0.800              |
| Groupe 2         |                |                      |                    |
| Têtes de série   | Têtes de série | Non têtes de série   | Non têtes de série |
| B36 Tórshavn     | 3.750          | Saint Joseph's FC    | 1.750              |
| SP La Fiorita    | 3.000          | Coleraine FC         | 1.250              |
| NSÍ Runavík      | 2.250          | Barry Town United    | 1.000              |
| HB Tórshavn      | 2.000          | Glentoran FC         | 0.975              |

| Club              | Score              | Club                 |
| ----------------- | ------------------ | -------------------- |
| SP Tre Penne      | 1 - 3              | KF Gjilan            |
| Lincoln Red Imps  | Annulé 3 - 0       | FC Pristina          |
| FC Santa Coloma   | 0 - 0 ap 3 - 4 tab | FK Iskra Danilovgrad |
| UE Engordany      | 1 - 3              | FK Zeta Golubovci    |
| Glentoran FC      | 1 - 0              | HB Tórshavn          |
| Saint Joseph's FC | 1 - 2              | B36 Tórshavn         |
| Coleraine FC      | 1 - 0              | SP La Fiorita        |
| NSÍ Runavík       | 5 - 1              | Barry Town United    |

### Premier tour de qualification
Le tirage au sort du premier tour de qualification a lieu le 10 août 2020. 86 équipes provenant des associations classées entre la 16e et la 49e place au classement UEFA, ainsi que les huit vainqueurs du tour préliminaire participent à ce tour. Les vainqueurs de ce tour se qualifient pour le deuxième tour de qualification.
Contrairement aux éditions précédentes, ce tour se déroule en un match unique. Les matchs auront lieu le 27 août.
| Groupe 1       | Groupe 1              | Groupe 1       | Groupe 1           | Groupe 1              | Groupe 1           | Groupe 2       | Groupe 2              | Groupe 2       | Groupe 2           | Groupe 2                | Groupe 2           |
| Têtes de série | Têtes de série        | Têtes de série | Non têtes de série | Non têtes de série    | Non têtes de série | Têtes de série | Têtes de série        | Têtes de série | Non têtes de série | Non têtes de série      | Non têtes de série |
| -------------- | --------------------- | -------------- | ------------------ | --------------------- | ------------------ | -------------- | --------------------- | -------------- | ------------------ | ----------------------- | ------------------ |
| 1              | NK Olimpija Ljubljana | 5.250          | 4                  | Coleraine FC†         | 3.000              | 1              | FK Žalgiris Vilnius   | 6.000          | 4                  | Derry City              | 1.340              |
| 2              | NK Maribor            | 14.000         | 5                  | Víkingur Reykjavik    | 3.000              | 2              | FK Riteriai           | 4.250          | 5                  | Paide Linnameeskond     | 0.875              |
| 3              | B36 Tórshavn†         | 3.750          | 6                  | FCI Levadia Tallinn   | 3.250              | 3              | Budapest Honvéd       | 4.000          | 6                  | Inter Turku             | 1.300              |
| Groupe 3       | Groupe 3              | Groupe 3       | Groupe 3           | Groupe 3              | Groupe 3           | Groupe 4       | Groupe 4              | Groupe 4       | Groupe 4           | Groupe 4                | Groupe 4           |
| Têtes de série | Têtes de série        | Têtes de série | Non têtes de série | Non têtes de série    | Non têtes de série | Têtes de série | Têtes de série        | Têtes de série | Non têtes de série | Non têtes de série      | Non têtes de série |
| 1              | Valletta FC           | 5.250          | 4                  | Differdange 03        | 1.600              | 1              | Aberdeen FC           | 6.500          | 4                  | Breiðablik Kópavogur    | 1.250              |
| 2              | Zrinjski Mostar       | 6.250          | 5                  | Bala Town FC          | 1.250              | 2              | Rosenborg BK          | 13.500         | 5                  | NSÍ Runavík†            | 2.250              |
| 3              | Lincoln Red Imps      | 5.250          | 6                  | Union Titus Pétange   | 1.600              | 3              | Motherwell FC         | 5.575          | 6                  | Glentoran FC†           | 2.000              |
| Groupe 5       | Groupe 5              | Groupe 5       | Groupe 5           | Groupe 5              | Groupe 5           | Groupe 6       | Groupe 6              | Groupe 6       | Groupe 6           | Groupe 6                | Groupe 6           |
| Têtes de série | Têtes de série        | Têtes de série | Non têtes de série | Non têtes de série    | Non têtes de série | Têtes de série | Têtes de série        | Têtes de série | Non têtes de série | Non têtes de série      | Non têtes de série |
| 1              | Malmö FF              | 22.000         | 4                  | Puskás Akadémia FC    | 2.575              | 1              | Chakhtior Salihorsk   | 4.750          | 4                  | FC Dinamo-Auto Tiraspol | 1.350              |
| 2              | Hammarby IF           | 4.550          | 5                  | Cracovia              | 3.325              | 2              | FK Ventspils          | 5.250          | 5                  | FC Sfîntul Gheorghe     | 1.350              |
| 3              | FK Kukës              | 5.500          | 6                  | Slavia Sofia          | 3.475              | 3              | FK Dinamo Minsk       | 7.000          | 6                  | Piast Gliwice           | 3.325              |
| Groupe 7       | Groupe 7              | Groupe 7       | Groupe 7           | Groupe 7              | Groupe 7           | Groupe 8       | Groupe 8              | Groupe 8       | Groupe 8           | Groupe 8                | Groupe 8           |
| Têtes de série | Têtes de série        | Têtes de série | Non têtes de série | Non têtes de série    | Non têtes de série | Têtes de série | Têtes de série        | Têtes de série | Non têtes de série | Non têtes de série      | Non têtes de série |
| 1              | Shamrock Rovers       | 3.750          | 4                  | FC Honka              | 1.300              | 1              | FC Vaduz              | 5.500          | 4                  | MŠK Žilina              | 3.175              |
| 2              | AGF Aarhus            | 5.800          | 5                  | FC Ilves              | 1.300              | 2              | The New Saints FC     | 7.000          | 5                  | Hibernians FC           | 3.250              |
| 3              | FH Hafnarfjörður      | 4.500          | 6                  | Dunajská Streda       | 3.175              | 3              | Servette FC           | 5.240          | 6                  | MFK Ružomberok          | 3.175              |
| Groupe 9       | Groupe 9              | Groupe 9       | Groupe 9           | Groupe 9              | Groupe 9           | Groupe 10      | Groupe 10             | Groupe 10      | Groupe 10          | Groupe 10               | Groupe 10          |
| Têtes de série | Têtes de série        | Têtes de série | Non têtes de série | Non têtes de série    | Non têtes de série | Têtes de série | Têtes de série        | Têtes de série | Non têtes de série | Non têtes de série      | Non têtes de série |
| 1              | Keşla FK              | 3.750          | 4                  | KF Shkupi             | 2.000              | 1              | FK Bodø/Glimt         | 4.350          | 4                  | NŠ Mura                 | 2.600              |
| 2              | FK Neftchi Bakou      | 3.750          | 5                  | KF Laç                | 2.750              | 2              | JK Nõmme Kalju        | 5.000          | 5                  | FK Kauno Žalgiris       | 1.575              |
| 3              | Hapoël Beer-Sheva     | 14.000         | 6                  | Dinamo Batoumi        | 1.150              | 3              | Fehérvár FC           | 10.500         | 6                  | Bohemian FC             | 1.340              |
| Groupe 11      | Groupe 11             | Groupe 11      | Groupe 11          | Groupe 11             | Groupe 11          | Groupe 12      | Groupe 12             | Groupe 12      | Groupe 12          | Groupe 12               | Groupe 12          |
| Têtes de série | Têtes de série        | Têtes de série | Non têtes de série | Non têtes de série    | Non têtes de série | Têtes de série | Têtes de série        | Têtes de série | Non têtes de série | Non têtes de série      | Non têtes de série |
| 1              | Maccabi Haïfa         | 3.925          | 4                  | FC Saburtalo Tbilissi | 2.000              | 1              | Lech Poznań           | 7.000          | 4                  | Rīgas FS                | 1.525              |
| 2              | Apollon Limassol      | 12.500         | 5                  | Željezničar Sarajevo  | 3.000              | 2              | Partizan Belgrade     | 22.000         | 5                  | FK Valmiera             | 1.525              |
| 3              | Alashkert FC          | 6.000          | 6                  | FK Renova Džepčište   | 1.475              | 3              | FK Ordabasy Chimkent  | 3.850          | 6                  | FC Botoșani             | 3.340              |
| Groupe 13      | Groupe 13             | Groupe 13      | Groupe 13          | Groupe 13             | Groupe 13          | Groupe 14      | Groupe 14             | Groupe 14      | Groupe 14          | Groupe 14               | Groupe 14          |
| Têtes de série | Têtes de série        | Têtes de série | Non têtes de série | Non têtes de série    | Non têtes de série | Têtes de série | Têtes de série        | Têtes de série | Non têtes de série | Non têtes de série      | Non têtes de série |
| 1              | Progrès Niederkorn    | 4.250          | 4                  | Shirak FC             | 1.525              | 1              | Universitatea Craiova | 5.000          | 5                  | FC Noah                 | 1.525              |
| 2              | Steaua Bucarest       | 20.500         | 5                  | FK Zeta Golubovci†    | 1.250              | 2              | KF Shkëndija          | 7.250          | 6                  | FK Sumgayit             | 3.750              |
| 3              | CSKA Sofia            | 4.000          | 6                  | Sirens FC             | 1.150              | 3              | FK TSC Bačka Topola   | 5.100          | 7                  | CS Petrocub Hîncești    | 2.000              |
|                |                       |                |                    |                       |                    | 4              | FK Kaïrat Almaty      | 6.000          | 8                  | Lokomotiv Tbilissi      | 1.150              |
| Groupe 15      |                       |                |                    |                       |                    |                |                       |                |                    |                         |                    |
| Têtes de série | Têtes de série        | Têtes de série | Non têtes de série | Non têtes de série    | Non têtes de série |                |                       |                |                    |                         |                    |
| 1              | APOEL Nicosie         | 27.500         | 5                  | Lokomotiv Plovdiv     | 3.475              |                |                       |                |                    |                         |                    |
| 2              | FK Sutjeska Nikšić    | 4.000          | 6                  | FK Borac Banja Luka   | 1.375              |                |                       |                |                    |                         |                    |
| 3              | Beitar Jérusalem      | 3.925          | 7                  | KF Teuta Durrës       | 1.475              |                |                       |                |                    |                         |                    |
| 4              | FK Iskra Danilovgrad† | 4.500          | 8                  | KF Gjilan†            | 2.250              |                |                       |                |                    |                         |                    |

† : Équipes provenant du tour préliminaire. Les équipes en italique ont éliminé une équipe avec un coefficient plus important au tour précédent et bénéficient de son coefficient UEFA au moment du tirage.
| Club                  | Score                | Club                    |
| --------------------- | -------------------- | ----------------------- |
| NK Maribor            | 1 - 1 ap 4 - 5 tab   | Coleraine FC            |
| NK Olimpija Ljubljana | 2 - 1 ap             | Víkingur Reykjavik      |
| B36 Tórshavn          | 4 - 3 ap             | FCI Levadia Tallinn     |
| FK Riteriai           | 3 - 2 ap             | Derry City              |
| FK Žalgiris Vilnius   | 2 - 0                | Paide Linnameeskond     |
| Budapest Honvéd       | 2 - 1 ap             | Inter Turku             |
| Zrinjski Mostar       | 3 - 0                | Differdange 03          |
| Valletta FC           | 0 - 1                | Bala Town FC            |
| Lincoln Red Imps      | 2 - 0                | Union Titus Pétange     |
| Rosenborg BK          | 4 - 2                | Breiðablik Kópavogur    |
| Aberdeen FC           | 6 - 0                | NSÍ Runavík             |
| Motherwell FC         | 5 - 1                | Glentoran FC            |
| Hammarby IF           | 3 - 0                | Puskás Akadémia FC      |
| Malmö FF              | 2 - 0                | Cracovia                |
| FK Kukës              | 2 - 1                | Slavia Sofia            |
| FK Ventspils          | 2 - 1                | FC Dinamo-Auto Tiraspol |
| Chakhtior Salihorsk   | 0 - 0 ap 1 - 4 tab   | FC Sfîntul Gheorghe     |
| FK Dinamo Minsk       | 0 - 2                | Piast Gliwice           |
| AGF Aarhus            | 5 - 2                | FC Honka                |
| Shamrock Rovers       | 2 - 2 ap 12 - 11 tab | FC Ilves                |
| FH Hafnarfjörður      | 0 - 2                | Dunajská Streda         |
| The New Saints FC     | 3 - 1 ap             | MŠK Žilina              |
| FC Vaduz              | 0 - 2                | Hibernians FC           |
| Servette FC           | 3 - 0                | MFK Ružomberok          |
| FK Neftchi Bakou      | 2 - 1                | KF Shkupi               |
| Keşla FK              | 0 - 0 ap 4 - 5 tab   | KF Laç                  |
| Hapoël Beer-Sheva     | 3 - 0                | Dinamo Batoumi          |
| JK Nõmme Kalju        | 0 - 4                | NŠ Mura                 |
| FK Bodø/Glimt         | 6 - 1                | FK Kauno Žalgiris       |
| Fehérvár FC           | 1 - 1 ap 4 - 2 tab   | Bohemian FC             |
| Apollon Limassol      | 5 - 1                | FC Saburtalo Tbilissi   |
| Maccabi Haïfa         | 3 - 1                | Željezničar Sarajevo    |
| Alashkert FC          | 0 - 1                | FK Renova Džepčište     |
| Partizan Belgrade     | 1 - 0                | Rīgas FS                |
| Lech Poznań           | 3 - 0                | FK Valmiera             |
| FK Ordabasy Chimkent  | 1 - 2                | FC Botoșani             |
| Steaua Bucarest       | 3 - 0                | Shirak FC               |
| Progrès Niederkorn    | 3 - 0                | FK Zeta Golubovci       |
| CSKA Sofia            | 2 - 1                | Sirens FC               |
| CS Petrocub Hîncești  | 0 - 2                | FK TSC Bačka Topola     |
| FK Sumgayit           | 0 - 2                | KF Shkëndija            |
| FK Kaïrat Almaty      | 4 - 1                | FC Noah                 |
| Lokomotiv Tbilissi    | 2 - 1                | Universitatea Craiova   |
| KF Teuta Durrës       | 2 - 0                | Beitar Jérusalem        |
| FK Borac Banja Luka   | 1 - 0                | FK Sutjeska Nikšić      |
| FK Iskra Danilovgrad  | 0 - 1                | Lokomotiv Plovdiv       |
| KF Gjilan             | 0 - 2 ap             | APOEL Nicosie           |

### Deuxième tour de qualification
Le tirage au sort du deuxième tour de qualification a lieu le 31 août 2020. 27 équipes provenant des 24 meilleures associations au classement UEFA, 17 équipes éliminées du premier tour de qualification de la Ligue des champions, 3 équipes éliminées du tour préliminaire de la Ligue des champions, ainsi que les 47 vainqueurs du premier tour de qualification participent à ce tour. Les vainqueurs de ce tour se qualifient pour le troisième tour de qualification.
Contrairement aux éditions précédentes, ce tour se déroule en un match unique. Les matchs auront lieu le 17 septembre.
| Voie principale         | Voie principale         | Voie principale | Voie principale       | Voie principale       | Voie principale    | Voie principale    | Voie principale       | Voie principale | Voie principale         | Voie principale         | Voie principale    |
| Groupe 1                | Groupe 1                | Groupe 1        | Groupe 1              | Groupe 1              | Groupe 1           | Groupe 2           | Groupe 2              | Groupe 2        | Groupe 2                | Groupe 2                | Groupe 2           |
| Têtes de série          | Têtes de série          | Têtes de série  | Non têtes de série    | Non têtes de série    | Non têtes de série | Têtes de série     | Têtes de série        | Têtes de série  | Non têtes de série      | Non têtes de série      | Non têtes de série |
| ----------------------- | ----------------------- | --------------- | --------------------- | --------------------- | ------------------ | ------------------ | --------------------- | --------------- | ----------------------- | ----------------------- | ------------------ |
| 1                       | APOEL Nicosie †         | 27.500          | 4                     | NŠ Mura †             | 5.000              | 1                  | Dynamo Moscou         | 9.109           | 4                       | FK Neftchi Bakou †      | 3.750              |
| 2                       | AGF Aarhus †            | 5.850           | 5                     | FK Kaysar Kyzylorda   | 3.850              | 2                  | Galatasaray SK        | 23.500          | 5                       | Lokomotiv Tbilissi †    | 1.150              |
| 3                       | Lech Poznań †           | 7.000           | 6                     | Hammarby IF †         | 4.550              | 3                  | FK Kaïrat Almaty †    | 6.000           | 6                       | Maccabi Haïfa †         | 3.925              |
| Groupe 3                | Groupe 3                | Groupe 3        | Groupe 3              | Groupe 3              | Groupe 3           | Groupe 4           | Groupe 4              | Groupe 4        | Groupe 4                | Groupe 4                | Groupe 4           |
| Têtes de série          | Têtes de série          | Têtes de série  | Non têtes de série    | Non têtes de série    | Non têtes de série | Têtes de série     | Têtes de série        | Têtes de série  | Non têtes de série      | Non têtes de série      | Non têtes de série |
| 1                       | Motherwell FC †         | 5.575           | 4                     | IFK Göteborg          | 4.550              | 1                  | Grenade CF            | 20.456          | 4                       | OFI Crète               | 5.260              |
| 2                       | FC Copenhague           | 42.000          | 5                     | Coleraine FC †        | 1.250              | 2                  | Apollon Limassol †    | 12.500          | 5                       | KF Teuta Durrës †       | 1.475              |
| 3                       | The New Saints FC †     | 7.000           | 6                     | B36 Tórshavn †        | 3.750              | 3                  | Steaua Bucarest †     | 20.500          | 6                       | FK TSC Bačka Topola †   | 5.100              |
| Groupe 5                | Groupe 5                | Groupe 5        | Groupe 5              | Groupe 5              | Groupe 5           | Groupe 6           | Groupe 6              | Groupe 6        | Groupe 6                | Groupe 6                | Groupe 6           |
| Têtes de série          | Têtes de série          | Têtes de série  | Non têtes de série    | Non têtes de série    | Non têtes de série | Têtes de série     | Têtes de série        | Têtes de série  | Non têtes de série      | Non têtes de série      | Non têtes de série |
| 1                       | Aberdeen FC †           | 6.500           | 4                     | Bala Town FC †        | 1.250              | 1                  | FK BATE Borisov       | 24.000          | 4                       | FC Botoșani †           | 3.340              |
| 2                       | Standard de Liège       | 20.500          | 5                     | Viking FK             | 4.350              | 2                  | KF Shkëndija †        | 7.250           | 5                       | CSKA Sofia †            | 4.000              |
| 3                       | Willem II Tilburg       | 7.150           | 6                     | Progrès Niederkorn †  | 4.250              | 3                  | Partizan Belgrade †   | 22.000          | 6                       | FC Sfîntul Gheorghe †   | 1.350              |
| Groupe 7                | Groupe 7                | Groupe 7        | Groupe 7              | Groupe 7              | Groupe 7           | Groupe 8           | Groupe 8              | Groupe 8        | Groupe 8                | Groupe 8                | Groupe 8           |
| Têtes de série          | Têtes de série          | Têtes de série  | Non têtes de série    | Non têtes de série    | Non têtes de série | Têtes de série     | Têtes de série        | Têtes de série  | Non têtes de série      | Non têtes de série      | Non têtes de série |
| 1                       | Hapoël Beer-Sheva †     | 14.000          | 4                     | Aris Salonique        | 5.260              | 1                  | Rosenborg BK †        | 13.500          | 4                       | FK Riteriai †           | 4.250              |
| 2                       | Kolos Kovalivka         | 7.220           | 5                     | KF Laç †              | 2.750              | 2                  | Slovan Liberec        | 8.000           | 5                       | FK Ventspils †          | 5.250              |
| 3                       | Tottenham Hotspur       | 85.000          | 6                     | Lokomotiv Plovdiv †   | 3.475              | 3                  | Malmö FF †            | 22.000          | 6                       | Budapest Honvéd †       | 4.000              |
| Groupe 9                | Groupe 9                | Groupe 9        | Groupe 9              | Groupe 9              | Groupe 9           | Groupe 10          | Groupe 10             | Groupe 10       | Groupe 10               | Groupe 10               | Groupe 10          |
| Têtes de série          | Têtes de série          | Têtes de série  | Non têtes de série    | Non têtes de série    | Non têtes de série | Têtes de série     | Têtes de série        | Têtes de série  | Non têtes de série      | Non têtes de série      | Non têtes de série |
| 1                       | Stade de Reims          | 11.869          | 4                     | FK Borac Banja Luka † | 1.375              | 1                  | Zrinjski Mostar †     | 6.250           | 4                       | FK Kukës †              | 5.500              |
| 2                       | Rio Ave FC              | 9.889           | 5                     | Servette FC †         | 5.280              | 2                  | VfL Wolfsburg         | 36.000          | 5                       | NK Olimpija Ljubljana † | 5.250              |
| 3                       | Rangers FC              | 16.250          | 6                     | Lincoln Red Imps †    | 5.250              | 3                  | Hajduk Split          | 7.500           | 6                       | FK Renova Džepčište †   | 1.475              |
| Groupe 11               | Groupe 11               | Groupe 11       | Groupe 11             | Groupe 11             | Groupe 11          | Groupe 12          | Groupe 12             | Groupe 12       | Groupe 12               | Groupe 12               | Groupe 12          |
| Têtes de série          | Têtes de série          | Têtes de série  | Non têtes de série    | Non têtes de série    | Non têtes de série | Têtes de série     | Têtes de série        | Têtes de série  | Non têtes de série      | Non têtes de série      | Non têtes de série |
| 1                       | TSV Hartberg            | 6.585           | 4                     | NK Osijek             | 4.975              | 1                  | Fehérvár FC †         | 10.500          | 4                       | FK Bodø/Glimt †         | 4.350              |
| 2                       | FC Bâle                 | 58.500          | 5                     | Piast Gliwice †       | 3.325              | 2                  | FK Žalgiris Vilnius † | 6.000           | 5                       | Hibernians FC †         | 3.250              |
| 3                       | FK Jablonec             | 7.000           | 6                     | Dunajská Streda †     | 3.175              | 3                  | AC Milan              | 19.000          | 6                       | Shamrock Rovers †       | 3.750              |
| Voie des champions      |                         |                 |                       |                       |                    |                    |                       |                 |                         |                         |                    |
| Groupe 1                |                         |                 |                       |                       |                    |                    |                       |                 |                         |                         |                    |
| Têtes de série          | Têtes de série          | Têtes de série  | Têtes de série        | Têtes de série        | Têtes de série     | Têtes de série     | Têtes de série        | Têtes de série  | Non têtes de série      | Non têtes de série      | Non têtes de série |
| Dundalk FC*             | Dundalk FC*             | 8.500           | Slovan Bratislava*    | Slovan Bratislava*    | 7.000              | Linfield FC*       | Linfield FC*          | 4.250           | Inter Club d'Escaldes** | Inter Club d'Escaldes** | 0.566              |
| KuPS*                   | KuPS*                   | 2.500           | Floriana FC*          | Floriana FC*          | 1.150              |                    |                       |                 |                         |                         |                    |
| Groupe 2                |                         |                 |                       |                       |                    |                    |                       |                 |                         |                         |                    |
| Têtes de série          | Têtes de série          | Têtes de série  | Têtes de série        | Têtes de série        | Têtes de série     | Têtes de série     | Têtes de série        | Têtes de série  | Non têtes de série      | Non têtes de série      | Non têtes de série |
| Djurgårdens IF*         | Djurgårdens IF*         | 4.550           | Flora Tallinn*        | Flora Tallinn*        | 4.000              | Riga FC*           | Riga FC*              | 3.500           | SP Tre Fiori**          | SP Tre Fiori**          | 1.500              |
| Europa FC*              | Europa FC*              | 2.750           | KR Reykjavik*         | KR Reykjavik*         | 2.500              |                    |                       |                 |                         |                         |                    |
| Groupe 3                |                         |                 |                       |                       |                    |                    |                       |                 |                         |                         |                    |
| Têtes de série          | Têtes de série          | Têtes de série  | Têtes de série        | Têtes de série        | Têtes de série     | Têtes de série     | Têtes de série        | Têtes de série  | Non têtes de série      | Non têtes de série      | Non têtes de série |
| FK Astana*              | FK Astana*              | 29.000          | Fola Esch*            | Fola Esch*            | 4.750              | Dinamo Tbilissi*   | Dinamo Tbilissi*      | 4.750           | KF Drita**              | KF Drita**              | 1.500              |
| FK Budućnost Podgorica* | FK Budućnost Podgorica* | 4.250           | Connah's Quay Nomads* | Connah's Quay Nomads* | 3.250              | FC Ararat-Armenia* | FC Ararat-Armenia*    | 2.500           |                         |                         |                    |
| FK Sileks Kratovo*      | FK Sileks Kratovo*      | 1.475           |                       |                       |                    |                    |                       |                 |                         |                         |                    |

† : Équipes provenant du premier tour. Dans la voie principale, les équipes en italique ont éliminé une équipe avec un coefficient plus important au tour précédent et bénéficient de son coefficient UEFA au moment du tirage.
* : Équipes provenant du premier tour de Ligue des champions.
** : Équipes provenant du tour préliminaire de Ligue des champions.
| Voie principale       | Voie principale    | Voie principale     |
| Club                  | Score              | Club                |
| --------------------- | ------------------ | ------------------- |
| Hammarby IF           | 0 - 3              | Lech Poznań         |
| FK Kaysar Kyzylorda   | 1 - 4              | APOEL Nicosie       |
| NŠ Mura               | 3 - 0              | AGF Aarhus          |
| Maccabi Haïfa         | 2 - 1              | FK Kaïrat Almaty    |
| Lokomotiv Tbilissi    | 2 - 1              | Dynamo Moscou       |
| FK Neftchi Bakou      | 1 - 3              | Galatasaray SK      |
| B36 Tórshavn          | 2 - 2 ap 5 - 4 tab | The New Saints FC   |
| Coleraine FC          | 2 - 2 ap 0 - 3 tab | Motherwell FC       |
| IFK Göteborg          | 1 - 2              | FC Copenhague       |
| FK TSC Bačka Topola   | 6 - 6 ap 4 - 5 tab | Steaua Bucarest     |
| KF Teuta Durrës       | 0 - 4              | Grenade CF          |
| OFI Crète             | 0 - 1              | Apollon Limassol    |
| Progrès Niederkorn    | 0 - 5              | Willem II Tilburg   |
| Viking FK             | 0 - 2              | Aberdeen FC         |
| Bala Town FC          | 0 - 2              | Standard de Liège   |
| FC Sfîntul Gheorghe   | 0 - 1 ap           | Partizan Belgrade   |
| CSKA Sofia            | 2 - 0              | FK BATE Borisov     |
| FC Botoșani           | 0 - 1              | KF Shkëndija        |
| Lokomotiv Plovdiv     | 1 - 2              | Tottenham Hotspur   |
| KF Laç                | 1 - 2              | Hapoël Beer-Sheva   |
| Aris Salonique        | 1 - 2              | Kolos Kovalivka     |
| Budapest Honvéd       | 0 - 2              | Malmö FF            |
| FK Ventspils          | 1 - 5              | Rosenborg BK        |
| FK Riteriai           | 1 - 5              | Slovan Liberec      |
| Lincoln Red Imps      | 0 - 5              | Rangers FC          |
| Servette FC           | 0 - 1              | Stade de Reims      |
| FK Borac Banja Luka   | 0 - 2              | Rio Ave FC          |
| FK Renova Džepčište   | 0 - 1              | Hajduk Split        |
| NK Olimpija Ljubljana | 2 - 3 ap           | Zrinjski Mostar     |
| FK Kukës              | 0 - 4              | VfL Wolfsburg       |
| Dunajská Streda       | 5 - 3 ap           | FK Jablonec         |
| Piast Gliwice         | 3 - 2              | TSV Hartberg        |
| NK Osijek             | 1 - 2              | FC Bâle             |
| Shamrock Rovers       | 0 - 2              | AC Milan            |
| Hibernians FC         | 0 - 1              | Fehérvár FC         |
| FK Bodø/Glimt         | 3 - 1              | FK Žalgiris Vilnius |

| Voie des champions    | Voie des champions | Voie des champions     |
| Club                  | Score              | Club                   |
| --------------------- | ------------------ | ---------------------- |
| Inter Club d'Escaldes | 0 - 1              | Dundalk FC             |
| KuPS                  | 1 - 1 ap 4 - 3 tab | Slovan Bratislava      |
| Linfield FC           | 0 - 1              | Floriana FC            |
| Riga FC               | 1 - 0              | SP Tre Fiori           |
| Djurgårdens IF        | 2 - 1              | Europa FC              |
| Flora Tallinn         | 2 - 1              | KR Reykjavik           |
| FK Sileks Kratovo     | 0 - 2              | KF Drita               |
| FK Astana             | 0 - 1              | FK Budućnost Podgorica |
| FC Ararat-Armenia     | 4 - 3 ap           | Fola Esch              |
| Connah's Quay Nomads  | 0 - 1              | Dinamo Tbilissi        |

### Troisième tour de qualification
Le tirage au sort du troisième tour de qualification a lieu le 1er septembre 2020. 12 équipes provenant des associations classées de la 6e à la 17e place au classement UEFA, 11 équipes éliminées du deuxième tour de qualification de la Ligue des champions ainsi que les 47 vainqueurs du deuxième tour de qualification participent à ce tour. Les vainqueurs de ce tour se qualifient pour les barrages.
Contrairement aux éditions précédentes, ce tour se déroule en un match unique. Les matchs auront lieu le 24 septembre.
| Voie principale    | Voie principale     | Voie principale | Voie principale     | Voie principale       | Voie principale    | Voie principale      | Voie principale      | Voie principale    | Voie principale           | Voie principale           | Voie principale    |
| Groupe 1           | Groupe 1            | Groupe 1        | Groupe 1            | Groupe 1              | Groupe 1           | Groupe 2             | Groupe 2             | Groupe 2           | Groupe 2                  | Groupe 2                  | Groupe 2           |
| Têtes de série     | Têtes de série      | Têtes de série  | Non têtes de série  | Non têtes de série    | Non têtes de série | Têtes de série       | Têtes de série       | Têtes de série     | Non têtes de série        | Non têtes de série        | Non têtes de série |
| ------------------ | ------------------- | --------------- | ------------------- | --------------------- | ------------------ | -------------------- | -------------------- | ------------------ | ------------------------- | ------------------------- | ------------------ |
| 1                  | Malmö FF †          | 22.000          | 4                   | NŠ Mura †             | 5.850              | 1                    | Rosenborg BK †       | 13.500             | 4                         | Sporting Charleroi        | 7.580              |
| 2                  | Sporting CP         | 50.000          | 5                   | Aberdeen FC †         | 6.500              | 2                    | VfL Wolfsburg †      | 36.000             | 5                         | Desna Tchernihiv          | 7.220              |
| 3                  | PSV Eindhoven       | 37.000          | 6                   | Lokomotiva Zagreb*    | 4.975              | 3                    | Partizan Belgrade †  | 22.000             | 6                         | Alanyaspor                | 6.720              |
| Groupe 3           | Groupe 3            | Groupe 3        | Groupe 3            | Groupe 3              | Groupe 3           | Groupe 4             | Groupe 4             | Groupe 4           | Groupe 4                  | Groupe 4                  | Groupe 4           |
| Têtes de série     | Têtes de série      | Têtes de série  | Non têtes de série  | Non têtes de série    | Non têtes de série | Têtes de série       | Têtes de série       | Têtes de série     | Non têtes de série        | Non têtes de série        | Non têtes de série |
| 1                  | Grenade CF †        | 20.456          | 4                   | Fehérvár FC †         | 10.500             | 1                    | LASK                 | 14.000             | 4                         | FC Saint-Gall             | 5.280              |
| 2                  | HNK Rijeka          | 11.000          | 5                   | Kolos Kovalivka †     | 7.220              | 2                    | AC Milan †           | 19.000             | 5                         | FK Bodø/Glimt †           | 6.000              |
| 3                  | Stade de Reims †    | 11.869          | 6                   | Lokomotiv Tbilissi †  | 9.109              | 3                    | AEK Athènes          | 16.500             | 6                         | Dunajská Streda †         | 7.000              |
| Groupe 5           | Groupe 5            | Groupe 5        | Groupe 5            | Groupe 5              | Groupe 5           | Groupe 6             | Groupe 6             | Groupe 6           | Groupe 6                  | Groupe 6                  | Groupe 6           |
| Têtes de série     | Têtes de série      | Têtes de série  | Non têtes de série  | Non têtes de série    | Non têtes de série | Têtes de série       | Têtes de série       | Têtes de série     | Non têtes de série        | Non têtes de série        | Non têtes de série |
| 1                  | Standard de Liège † | 20.500          | 4                   | KF Shkëndija †        | 7.250              | 1                    | Apollon Limassol †   | 12.500             | 4                         | Willem II Tilburg †       | 7.150              |
| 2                  | FK Rostov           | 12.000          | 5                   | Maccabi Haïfa †       | 6.000              | 2                    | Beşiktaş JK*         | 54.000             | 5                         | Rio Ave FC †              | 9.889              |
| 3                  | Tottenham Hotspur † | 85.000          | 6                   | Vojvodina Novi Sad    | 5.100              | 3                    | Rangers FC †         | 16.250             | 6                         | Lech Poznań †             | 7.000              |
| Groupe 7           | Groupe 7            | Groupe 7        | Groupe 7            | Groupe 7              | Groupe 7           | Groupe 8             | Groupe 8             | Groupe 8           | Groupe 8                  | Groupe 8                  | Groupe 8           |
| Têtes de série     | Têtes de série      | Têtes de série  | Non têtes de série  | Non têtes de série    | Non têtes de série | Têtes de série       | Têtes de série       | Têtes de série     | Non têtes de série        | Non têtes de série        | Non têtes de série |
| 1                  | Steaua Bucarest †   | 20.500          | 5                   | Motherwell FC †       | 5.575              | 1                    | Galatasaray SK †     | 23.500             | 5                         | SønderjyskE               | 5.850              |
| 2                  | FC Bâle †           | 58.500          | 6                   | Anorthosis Famagouste | 5.350              | 2                    | CSKA Sofia †         | 24.000             | 6                         | B36 Tórshavn †            | 7.000              |
| 3                  | Hapoël Beer-Sheva † | 14.000          | 7                   | Slovan Liberec †      | 8.000              | 3                    | Viktoria Plzeň*      | 34.000             | 7                         | Hajduk Split †            | 7.500              |
| 4                  | FC Copenhague †     | 42.000          | 8                   | Piast Gliwice †       | 6.585              | 4                    | APOEL Nicosie †      | 27.500             | 8                         | Zrinjski Mostar †         | 6.250              |
| Voie des champions |                     |                 |                     |                       |                    |                      |                      |                    |                           |                           |                    |
| Groupe 1           |                     |                 |                     |                       |                    |                      |                      |                    |                           |                           |                    |
| Têtes de série     | Têtes de série      | Têtes de série  | Têtes de série      | Têtes de série        | Têtes de série     | Non têtes de série   | Non têtes de série   | Non têtes de série | Non têtes de série        | Non têtes de série        | Non têtes de série |
| NK Celje*          | NK Celje*           | 2.600           | Sheriff Tiraspol*   | Sheriff Tiraspol*     | 12.750             | Dundalk FC* †        | Dundalk FC* †        | 8.500              | FK Budućnost Podgorica* † | FK Budućnost Podgorica* † | 29.000             |
| FK Sarajevo*       | FK Sarajevo*        | 4.750           |                     |                       |                    | FC Ararat-Armenia* † | FC Ararat-Armenia* † | 4.750              |                           |                           |                    |
| Groupe 2           |                     |                 |                     |                       |                    |                      |                      |                    |                           |                           |                    |
| Têtes de série     | Têtes de série      | Têtes de série  | Têtes de série      | Têtes de série        | Têtes de série     | Têtes de série       | Têtes de série       | Têtes de série     | Non têtes de série        | Non têtes de série        | Non têtes de série |
| Celtic FC*         | Celtic FC*          | 34.000          | Sūduva Marijampolė* | Sūduva Marijampolė*   | 6.750              | KuPS* †              | KuPS* †              | 7.000              | Riga FC* †                | Riga FC* †                | 3.500              |
| Legia Varsovie*    | Legia Varsovie*     | 17.000          |                     |                       |                    | KF Drita** †         | KF Drita** †         | 1.500              |                           |                           |                    |
| Groupe 3           |                     |                 |                     |                       |                    |                      |                      |                    |                           |                           |                    |
| Têtes de série     | Têtes de série      | Têtes de série  | Têtes de série      | Têtes de série        | Têtes de série     | Non têtes de série   | Non têtes de série   | Non têtes de série | Non têtes de série        | Non têtes de série        | Non têtes de série |
| KÍ Klaksvík*       | KÍ Klaksvík*        | 2.750           | CFR Cluj*           | CFR Cluj*             | 12.500             | Dinamo Tbilissi* †   | Dinamo Tbilissi* †   | 4.750              | Djurgårdens IF* †         | Djurgårdens IF* †         | 4.550              |
|                    |                     |                 |                     |                       |                    | Floriana FC* †       | Floriana FC* †       | 4.250              | Flora Tallinn* †          | Flora Tallinn* †          | 4.000              |

† : Équipes provenant du deuxième tour. Les équipes en italique ont éliminé une équipe avec un coefficient plus important au tour précédent et bénéficient de son coefficient UEFA au moment du tirage. 
* : Équipes provenant du deuxième tour de Ligue des champions.
** : Équipes provenant du tour préliminaire de Ligue des champions.
| Voie principale    | Voie principale    | Voie principale       |
| Club               | Score              | Club                  |
| ------------------ | ------------------ | --------------------- |
| NŠ Mura            | 1 - 5              | PSV Eindhoven         |
| Malmö FF           | 5 - 0              | Lokomotiva Zagreb     |
| Sporting CP        | 1 - 0              | Aberdeen FC           |
| Sporting Charleroi | 2 - 1 ap           | Partizan Belgrade     |
| Rosenborg BK       | 1 - 0              | Alanyaspor            |
| VfL Wolfsburg      | 2 - 0              | Desna Tchernihiv      |
| Fehérvár FC        | 0 - 0 ap 4 - 1 tab | Stade de Reims        |
| Grenade CF         | 2 - 0              | Lokomotiv Tbilissi    |
| HNK Rijeka         | 2 - 0 ap           | Kolos Kovalivka       |
| FC Saint-Gall      | 0 - 1              | AEK Athènes           |
| LASK               | 7 - 0              | Dunajská Streda       |
| AC Milan           | 3 - 2              | FK Bodø/Glimt         |
| KF Shkëndija       | 1 - 3              | Tottenham Hotspur     |
| Standard de Liège  | 2 - 1 ap           | Vojvodina Novi Sad    |
| FK Rostov          | 1 - 2              | Maccabi Haïfa         |
| Willem II Tilburg  | 0 - 4              | Rangers FC            |
| Apollon Limassol   | 0 - 5              | Lech Poznań           |
| Beşiktaş JK        | 1 - 1 ap 2 - 4 tab | Rio Ave FC            |
| Steaua Bucarest    | 0 - 2              | Slovan Liberec        |
| Hapoël Beer-Sheva  | 3 - 0              | Motherwell FC         |
| FC Copenhague      | 3 - 0              | Piast Gliwice         |
| FC Bâle            | 3 - 2              | Anorthosis Famagouste |
| Galatasaray SK     | 2 - 0              | Hajduk Split          |
| Viktoria Plzeň     | 3 - 0              | SønderjyskE           |
| APOEL Nicosie      | 2 - 2 ap 4 - 2 tab | Zrinjski Mostar       |
| CSKA Sofia         | 3 - 1              | B36 Tórshavn          |

| Voie des champions | Voie des champions | Voie des champions     |
| Club               | Score              | Club                   |
| ------------------ | ------------------ | ---------------------- |
| FK Sarajevo        | 2 - 1              | FK Budućnost Podgorica |
| Sheriff Tiraspol   | 1 - 1 ap 3 - 5 tab | Dundalk FC             |
| FC Ararat-Armenia  | 1 - 0 ap           | NK Celje               |
| Riga FC            | 0 - 1              | Celtic FC              |
| KuPS               | 2 - 0              | Sūduva Marijampolė     |
| Legia Varsovie     | 2 - 0              | KF Drita               |
| KÍ Klaksvík        | 6 - 1              | Dinamo Tbilissi        |
| Djurgårdens IF     | 0 - 1              | CFR Cluj               |
| Floriana FC        | 0 - 0 ap 2 - 4 tab | Flora Tallinn          |

### Barrages
Le tirage au sort des barrages a lieu le 18 septembre 2020. 2 équipes éliminées du deuxième tour de qualification de la Ligue des champions et 5 équipes éliminées du troisième tour de qualification de la Ligue des champions, ainsi que les 35 vainqueurs du troisième tour de qualification participent à ce tour. Les vainqueurs de ce tour se qualifient pour la phase de groupes.
Contrairement aux éditions précédentes, ce tour se déroule en un match unique. Les matchs auront lieu le 1er octobre.
L'UEFA attribue à chaque équipe de la voie principale un numéro arbitraire pour le tirage au sort.
| Voie principale           | Voie principale           | Voie principale | Voie principale      | Voie principale      | Voie principale    |
| Groupe 1                  | Groupe 1                  | Groupe 1        | Groupe 1             | Groupe 1             | Groupe 1           |
| Têtes de série            | Têtes de série            | Têtes de série  | Non têtes de série   | Non têtes de série   | Non têtes de série |
| ------------------------- | ------------------------- | --------------- | -------------------- | -------------------- | ------------------ |
| 1                         | FC Bâle†                  | 58.500          | 4                    | CSKA Sofia†          | 24.000             |
| 2                         | Viktoria Plzeň †          | 34.000          | 5                    | AC Milan†            | 19.000             |
| 3                         | Rio Ave FC†               | 54.000          | 6                    | Hapoël Beer-Sheva†   | 14.000             |
| Groupe 2                  |                           |                 |                      |                      |                    |
| Têtes de série            | Têtes de série            | Têtes de série  | Non têtes de série   | Non têtes de série   | Non têtes de série |
| 1                         | Sporting CP†              | 50.000          | 4                    | LASK†                | 14.000             |
| 2                         | PSV Eindhoven†            | 37.000          | 5                    | HNK Rijeka†          | 11.000             |
| 3                         | FC Copenhague†            | 42.000          | 6                    | Rosenborg BK †       | 13.500             |
| Groupe 3                  |                           |                 |                      |                      |                    |
| Têtes de série            | Têtes de série            | Têtes de série  | Non têtes de série   | Non têtes de série   | Non têtes de série |
| 1                         | Sporting Charleroi†       | 22.000          | 4                    | Lech Poznań†         | 12.500             |
| 2                         | VfL Wolfsburg†            | 36.000          | 5                    | Grenade CF†          | 20.456             |
| 3                         | Malmö FF†                 | 22.000          | 6                    | AEK Athènes†         | 16.500             |
| Groupe 4                  |                           |                 |                      |                      |                    |
| Têtes de série            | Têtes de série            | Têtes de série  | Non têtes de série   | Non têtes de série   | Non têtes de série |
| 1                         | Galatasaray SK†           | 23.500          | 5                    | Maccabi Haïfa†       | 12.000             |
| 2                         | Tottenham Hotspur †       | 85.000          | 6                    | Rangers FC †         | 16.250             |
| 3                         | Standard de Liège †       | 20.500          | 7                    | Fehérvár FC†         | 11.869             |
| 4                         | APOEL Nicosie†            | 27.500          | 8                    | Slovan Liberec†      | 20.500             |
| Voie des champions        |                           |                 |                      |                      |                    |
| Groupe 1                  |                           |                 |                      |                      |                    |
| Têtes de série            | Têtes de série            | Têtes de série  | Non têtes de série   | Non têtes de série   | Non têtes de série |
| BSC Young Boys*           | BSC Young Boys*           | 25.000          | Flora Tallinn†       | Flora Tallinn†       | 4.250              |
| Dinamo Zagreb*            | Dinamo Zagreb*            | 33.500          | KF Tirana**          | KF Tirana**          | 1.475              |
|                           |                           |                 | KuPS†                | KuPS†                | 6.750              |
| CFR Cluj†                 | CFR Cluj†                 | 12.500          |                      |                      |                    |
| Groupe 2                  |                           |                 |                      |                      |                    |
| Têtes de série            | Têtes de série            | Têtes de série  | Non têtes de série   | Non têtes de série   | Non têtes de série |
| Dinamo Brest*             | Dinamo Brest*             | 3.775           | Ludogorets Razgrad** | Ludogorets Razgrad** | 26.000             |
| Étoile rouge de Belgrade* | Étoile rouge de Belgrade* | 22.700          | FK Sarajevo†         | FK Sarajevo†         | 4.750              |
|                           |                           |                 | Celtic FC†           | Celtic FC†           | 34.000             |
| FC Ararat-Armenia†        | FC Ararat-Armenia†        | 2.600           |                      |                      |                    |
| Groupe 3                  |                           |                 |                      |                      |                    |
| Têtes de série            | Têtes de série            | Têtes de série  | Non têtes de série   | Non têtes de série   | Non têtes de série |
| Qarabağ FK*               | Qarabağ FK*               | 21.000          | Dundalk FC†          | Dundalk FC†          | 12.750             |
|                           |                           |                 | KÍ Klaksvík†         | KÍ Klaksvík†         | 4.750              |
| Legia Varsovie†           | Legia Varsovie†           | 17.000          |                      |                      |                    |

† : Équipes du troisième tour dont l'identité n'est pas connue au moment du tirage au sort. Ces équipes ne sont donc pas qualifiées pour le barrage au moment du tirage et peuvent se faire éliminer lors du troisième tour. Les équipes en italique affrontent une équipe avec un coefficient plus important au tour précédent et bénéficient de son coefficient UEFA au moment du tirage.
* : Équipes provenant du troisième tour de Ligue des champions. 
** : Équipes provenant du second tour de Ligue des champions.
| Voie principale    | Voie principale    | Voie principale |
| Club               | Score              | Club            |
| ------------------ | ------------------ | --------------- |
| Hapoël Beer-Sheva  | 1 - 0              | Viktoria Plzeň  |
| Rosenborg BK       | 0 - 2              | PSV Eindhoven   |
| AEK Athènes        | 2 - 1              | VfL Wolfsburg   |
| FC Bâle            | 1 - 3              | CSKA Sofia      |
| Sporting CP        | 1 - 4              | LASK            |
| Sporting Charleroi | 1 - 2              | Lech Poznań     |
| Rio Ave FC         | 2 - 2 ap 8 - 9 tab | AC Milan        |
| FC Copenhague      | 0 - 1              | HNK Rijeka      |
| Malmö FF           | 1 - 3              | Grenade CF      |
| Tottenham Hotspur  | 7 - 2              | Maccabi Haïfa   |
| Slovan Liberec     | 1 - 0              | APOEL Nicosie   |
| Standard de Liège  | 3 - 1              | Fehérvár FC     |
| Rangers FC         | 2 - 1              | Galatasaray SK  |

| Voie des champions | Voie des champions | Voie des champions       |
| Club               | Score              | Club                     |
| ------------------ | ------------------ | ------------------------ |
| BSC Young Boys     | 3 - 0              | KF Tirana                |
| Dinamo Zagreb      | 3 - 1              | Flora Tallinn            |
| CFR Cluj           | 3 - 1              | KuPS                     |
| FC Ararat-Armenia  | 1 - 2              | Étoile rouge de Belgrade |
| Dinamo Brest       | 0 - 2              | Ludogorets Razgrad       |
| FK Sarajevo        | 0 - 1              | Celtic FC                |
| Legia Varsovie     | 0 - 3              | Qarabağ FK               |
| Dundalk FC         | 3 - 1              | KÍ Klaksvík              |

## Phase de groupes
Celtic
Rangers
Arsenal
Tottenham
Slavia Prague
Sparta Prague

### Format et tirage au sort
Le tirage au sort de la phase de groupes a eu lieu le 2 octobre 2020 à Nyon. Les quarante-huit équipes participantes (18 équipes provenant des 13 meilleures associations au classement UEFA, 21 vainqueurs des barrages, 3 équipes éliminées du troisième tour de qualification de la Ligue des champions et 6 équipes éliminées des barrages de la Ligue des champions) sont divisées en quatre chapeaux de douze équipes réparties en fonction de leur coefficient UEFA en 2020.
Celles-ci seront réparties en douze groupes de quatre équipes, avec comme restriction l'impossibilité pour deux équipes d'une même association de se rencontrer dans un groupe, ainsi que l'impossibilité pour les équipes russes et ukrainiennes d'être tirées dans un même groupe en raison de la guerre russo-ukrainienne.
| Chapeau 1         | Chapeau 1 | Chapeau 2                   | Chapeau 2 | Chapeau 3           | Chapeau 3 | Chapeau 4          | Chapeau 4 |
| ----------------- | --------- | --------------------------- | --------- | ------------------- | --------- | ------------------ | --------- |
| Arsenal FC C      | 91.000    | Dinamo Zagreb Ch            | 33.500    | Grenade CF          | 20.456    | Zorya Louhansk     | 12.500    |
| Tottenham Hotspur | 85.000    | Sparta Prague C             | 30.500    | AC Milan            | 19.000    | LOSC Lille         | 11.849    |
| AS Rome           | 80.000    | Slavia Prague Ch            | 27.500    | AZ Alkmaar          | 18.500    | OGC Nice           | 11.849    |
| SSC Naples C      | 77.000    | Ludogorets Razgrad Ch       | 26.000    | Feyenoord Rotterdam | 17.000    | HNK Rijeka C       | 11.000    |
| Benfica Lisbonne  | 70.000    | BSC Young Boys Ch           | 25.500    | AEK Athènes         | 16.500    | Dundalk FC Ch      | 8.500     |
| Bayer Leverkusen  | 61.000    | Étoile rouge de Belgrade Ch | 22.750    | Maccabi Tel-Aviv Ch | 16.500    | Slovan Liberec     | 8.000     |
| Villarreal CF     | 56.000    | Rapid Vienne                | 22.000    | Rangers FC          | 16.250    | Royal Antwerp FC C | 7.580     |
| CSKA Moscou       | 44.000    | Leicester City              | 22.000    | Molde FK Ch         | 15.000    | Lech Poznań        | 7.000     |
| SC Braga          | 41.000    | Qarabağ FK Ch               | 21.000    | TSG 1899 Hoffenheim | 14.956    | Sivasspor          | 6.720     |
| KAA La Gantoise   | 39.500    | PAOK Salonique              | 21.000    | LASK                | 14.000    | Wolfsberger AC     | 6.585     |
| PSV Eindhoven     | 37.000    | Standard de Liège           | 20.500    | Hapoël Beer-Sheva C | 14.000    | Omonia Nicosie Ch  | 5.350     |
| Celtic FC Ch      | 34.000    | Real Sociedad               | 20.456    | CFR Cluj Ch         | 12.500    | CSKA Sofia         | 4.000     |

C : Vainqueur de la coupe nationale
 Ch : Champion national
- Qualifié pour les seizièmes de finale

### Matchs et classements
Légende des classements
- Qualifié pour les seizièmes de finale

Légende des résultats
- Victoire à domicile
- Match nul
- Victoire à l'extérieur

Les jours de match sont les 22 et 29 octobre, les 5 et 26 novembre et les 3 et 10 décembre 2020.

#### Groupe A
| Rang | Équipe         | Pts | J | G | N | P | Bp | Bc | Diff |  | Résultats (▼ dom., ► ext.) |     |     |     |     |
| ---- | -------------- | --- | - | - | - | - | -- | -- | ---- |  | -------------------------- | --- | --- | --- | --- |
| 1    | AS Rome        | 13  | 6 | 4 | 1 | 1 | 13 | 5  | +8   |  | AS Rome                    |     | 3-1 | 5-0 | 0-0 |
| 2    | BSC Young Boys | 10  | 6 | 3 | 1 | 2 | 9  | 7  | +2   |  | BSC Young Boys             | 1-2 |     | 2-1 | 3-0 |
| 3    | CFR Cluj       | 5   | 6 | 1 | 2 | 3 | 4  | 10 | -6   |  | CFR Cluj                   | 0-2 | 1-1 |     | 0-0 |
| 4    | CSKA Sofia     | 5   | 6 | 1 | 2 | 3 | 3  | 7  | -4   |  | CSKA Sofia                 | 3-1 | 0-1 | 0-2 |     |

#### Groupe B
| Rang | Équipe       | Pts | J | G | N | P | Bp | Bc | Diff |  | Résultats (▼ dom., ► ext.) |     |     |     |     |
| ---- | ------------ | --- | - | - | - | - | -- | -- | ---- |  | -------------------------- | --- | --- | --- | --- |
| 1    | Arsenal FC   | 18  | 6 | 6 | 0 | 0 | 20 | 5  | +15  |  | Arsenal FC                 |     | 4-1 | 4-1 | 3-0 |
| 2    | Molde FK     | 10  | 6 | 3 | 1 | 2 | 9  | 11 | -2   |  | Molde FK                   | 0-3 |     | 1-0 | 3-1 |
| 3    | Rapid Vienne | 7   | 6 | 2 | 1 | 3 | 11 | 13 | -2   |  | Rapid Vienne               | 1-2 | 2-2 |     | 4-3 |
| 4    | Dundalk FC   | 0   | 6 | 0 | 0 | 6 | 8  | 19 | -11  |  | Dundalk FC                 | 2-4 | 1-2 | 1-3 |     |

#### Groupe C
| Rang | Équipe            | Pts | J | G | N | P | Bp | Bc | Diff |  | Résultats (▼ dom., ► ext.) |     |     |     |     |
| ---- | ----------------- | --- | - | - | - | - | -- | -- | ---- |  | -------------------------- | --- | --- | --- | --- |
| 1    | Bayer Leverkusen  | 15  | 6 | 5 | 0 | 1 | 21 | 8  | +13  |  | Bayer Leverkusen           |     | 4-0 | 4-1 | 6-2 |
| 2    | Slavia Prague     | 12  | 6 | 4 | 0 | 2 | 11 | 10 | +1   |  | Slavia Prague              | 1-0 |     | 3-0 | 3-2 |
| 3    | Hapoël Beer-Sheva | 6   | 6 | 2 | 0 | 4 | 7  | 13 | -6   |  | Hapoël Beer-Sheva          | 2-4 | 3-1 |     | 1-0 |
| 4    | OGC Nice          | 3   | 6 | 1 | 0 | 5 | 8  | 16 | -8   |  | OGC Nice                   | 2-3 | 1-3 | 1-0 |     |

#### Groupe D
| Rang | Équipe            | Pts | J | G | N | P | Bp | Bc | Diff |  | Résultats (▼ dom., ► ext.) |     |     |     |     |
| ---- | ----------------- | --- | - | - | - | - | -- | -- | ---- |  | -------------------------- | --- | --- | --- | --- |
| 1    | Rangers FC        | 14  | 6 | 4 | 2 | 0 | 13 | 7  | +6   |  | Rangers FC                 |     | 2-2 | 3-2 | 1-0 |
| 2    | Benfica Lisbonne  | 12  | 6 | 3 | 3 | 0 | 18 | 9  | +9   |  | Benfica Lisbonne           | 3-3 |     | 3-0 | 4-0 |
| 3    | Standard de Liège | 4   | 6 | 1 | 1 | 4 | 7  | 14 | -7   |  | Standard de Liège          | 0-2 | 2-2 |     | 2-1 |
| 4    | Lech Poznań       | 3   | 6 | 1 | 0 | 5 | 6  | 14 | -8   |  | Lech Poznań                | 0-2 | 2-4 | 3-1 |     |

#### Groupe E
| Rang | Équipe         | Pts | J | G | N | P | Bp | Bc | Diff |  | Résultats (▼ dom., ► ext.) |     |     |     |     |
| ---- | -------------- | --- | - | - | - | - | -- | -- | ---- |  | -------------------------- | --- | --- | --- | --- |
| 1    | PSV Eindhoven  | 12  | 6 | 4 | 0 | 2 | 12 | 9  | +3   |  | PSV Eindhoven              |     | 1-2 | 3-2 | 4-0 |
| 2    | Grenade CF     | 11  | 6 | 3 | 2 | 1 | 6  | 3  | +3   |  | Grenade CF                 | 0-1 |     | 0-0 | 2-1 |
| 3    | PAOK Salonique | 6   | 6 | 1 | 3 | 2 | 8  | 7  | +1   |  | PAOK Salonique             | 4-1 | 0-0 |     | 1-1 |
| 4    | Omonia Nicosie | 4   | 6 | 1 | 1 | 4 | 5  | 12 | -7   |  | Omonia Nicosie             | 1-2 | 0-2 | 2-1 |     |

#### Groupe F
| Rang | Équipe        | Pts | J | G | N | P | Bp | Bc | Diff |  | Résultats (▼ dom., ► ext.) |     |     |     |     |
| ---- | ------------- | --- | - | - | - | - | -- | -- | ---- |  | -------------------------- | --- | --- | --- | --- |
| 1    | SSC Naples    | 11  | 6 | 3 | 2 | 1 | 7  | 4  | +3   |  | SSC Naples                 |     | 1-1 | 0-1 | 2-0 |
| 2    | Real Sociedad | 9   | 6 | 2 | 3 | 1 | 5  | 4  | +1   |  | Real Sociedad              | 0-1 |     | 1-0 | 2-2 |
| 3    | AZ Alkmaar    | 8   | 6 | 2 | 2 | 2 | 7  | 5  | +2   |  | AZ Alkmaar                 | 1-1 | 0-0 |     | 4-1 |
| 4    | HNK Rijeka    | 4   | 6 | 1 | 1 | 4 | 6  | 12 | -6   |  | HNK Rijeka                 | 1-2 | 0-1 | 2-1 |     |

#### Groupe G
| Rang | Équipe         | Pts | J | G | N | P | Bp | Bc | Diff |  | Résultats (▼ dom., ► ext.) |     |     |     |     |
| ---- | -------------- | --- | - | - | - | - | -- | -- | ---- |  | -------------------------- | --- | --- | --- | --- |
| 1    | Leicester City | 13  | 6 | 4 | 1 | 1 | 14 | 5  | +9   |  | Leicester City             |     | 4-0 | 3-0 | 2-0 |
| 2    | SC Braga       | 13  | 6 | 4 | 1 | 1 | 14 | 10 | +4   |  | SC Braga                   | 3-3 |     | 2-0 | 3-0 |
| 3    | Zorya Louhansk | 6   | 6 | 2 | 0 | 4 | 6  | 11 | -5   |  | Zorya Louhansk             | 1-0 | 1-2 |     | 1-4 |
| 4    | AEK Athènes    | 3   | 6 | 1 | 0 | 5 | 7  | 15 | -8   |  | AEK Athènes                | 1-2 | 2-4 | 0-3 |     |

#### Groupe H
| Rang | Équipe        | Pts | J | G | N | P | Bp | Bc | Diff |  | Résultats (▼ dom., ► ext.) |     |     |     |     |
| ---- | ------------- | --- | - | - | - | - | -- | -- | ---- |  | -------------------------- | --- | --- | --- | --- |
| 1    | AC Milan      | 13  | 6 | 4 | 1 | 1 | 12 | 7  | +5   |  | AC Milan                   |     | 0-3 | 3-0 | 4-2 |
| 2    | LOSC Lille    | 11  | 6 | 3 | 2 | 1 | 14 | 8  | +6   |  | LOSC Lille                 | 1-1 |     | 2-1 | 2-2 |
| 3    | Sparta Prague | 6   | 6 | 2 | 0 | 4 | 10 | 12 | -2   |  | Sparta Prague              | 0-1 | 1-4 |     | 4-1 |
| 4    | Celtic FC     | 4   | 6 | 1 | 1 | 4 | 10 | 19 | -9   |  | Celtic FC                  | 1-3 | 3-2 | 1-4 |     |

#### Groupe I
| Rang | Équipe           | Pts | J | G | N | P | Bp | Bc | Diff |  | Résultats (▼ dom., ► ext.) |     |     |     |     |
| ---- | ---------------- | --- | - | - | - | - | -- | -- | ---- |  | -------------------------- | --- | --- | --- | --- |
| 1    | Villarreal CF    | 16  | 6 | 5 | 1 | 0 | 17 | 5  | +12  |  | Villarreal CF              |     | 4-0 | 5-3 | 3-0 |
| 2    | Maccabi Tel-Aviv | 11  | 6 | 3 | 2 | 1 | 6  | 7  | -1   |  | Maccabi Tel-Aviv           | 1-1 |     | 1-0 | 1-0 |
| 3    | Sivasspor        | 6   | 6 | 2 | 0 | 4 | 9  | 11 | -2   |  | Sivasspor                  | 0-1 | 1-2 |     | 2-0 |
| 4    | Qarabağ FK       | 1   | 6 | 0 | 1 | 5 | 4  | 13 | -9   |  | Qarabağ FK                 | 1-3 | 1-1 | 2-3 |     |

#### Groupe J
| Rang | Équipe             | Pts | J | G | N | P | Bp | Bc | Diff |  | Résultats (▼ dom., ► ext.) |     |     |     |     |
| ---- | ------------------ | --- | - | - | - | - | -- | -- | ---- |  | -------------------------- | --- | --- | --- | --- |
| 1    | Tottenham Hotspur  | 13  | 6 | 4 | 1 | 1 | 15 | 5  | +10  |  | Tottenham Hotspur          |     | 2-0 | 3-0 | 4-0 |
| 2    | Royal Antwerp FC   | 12  | 6 | 4 | 0 | 2 | 8  | 5  | +3   |  | Royal Antwerp FC           | 1-0 |     | 0-1 | 3-1 |
| 3    | LASK               | 10  | 6 | 3 | 1 | 2 | 11 | 12 | -1   |  | LASK                       | 3-3 | 0-2 |     | 4-3 |
| 4    | Ludogorets Razgrad | 0   | 6 | 0 | 0 | 6 | 7  | 19 | -12  |  | Ludogorets Razgrad         | 1-3 | 1-2 | 1-3 |     |

#### Groupe K
| Rang | Équipe              | Pts | J | G | N | P | Bp | Bc | Diff |  | Résultats (▼ dom., ► ext.) |     |     |     |     |
| ---- | ------------------- | --- | - | - | - | - | -- | -- | ---- |  | -------------------------- | --- | --- | --- | --- |
| 1    | Dinamo Zagreb       | 14  | 6 | 4 | 2 | 0 | 9  | 1  | +8   |  | Dinamo Zagreb              |     | 1-0 | 0-0 | 3-1 |
| 2    | Wolfsberger AC      | 10  | 6 | 3 | 1 | 2 | 7  | 6  | +1   |  | Wolfsberger AC             | 0-3 |     | 1-0 | 1-1 |
| 3    | Feyenoord Rotterdam | 5   | 6 | 1 | 2 | 3 | 4  | 8  | -4   |  | Feyenoord Rotterdam        | 0-2 | 1-4 |     | 3-1 |
| 4    | CSKA Moscou         | 3   | 6 | 0 | 3 | 3 | 3  | 8  | -5   |  | CSKA Moscou                | 0-0 | 0-1 | 0-0 |     |

#### Groupe L
| Rang | Équipe                   | Pts | J | G | N | P | Bp | Bc | Diff |  | Résultats (▼ dom., ► ext.) |     |     |     |     |
| ---- | ------------------------ | --- | - | - | - | - | -- | -- | ---- |  | -------------------------- | --- | --- | --- | --- |
| 1    | TSG 1899 Hoffenheim      | 16  | 6 | 5 | 1 | 0 | 17 | 2  | +15  |  | TSG 1899 Hoffenheim        |     | 2-0 | 5-0 | 4-1 |
| 2    | Étoile rouge de Belgrade | 11  | 6 | 3 | 2 | 1 | 9  | 4  | +5   |  | Étoile rouge de Belgrade   | 0-0 |     | 5-1 | 2-1 |
| 3    | Slovan Liberec           | 7   | 6 | 2 | 1 | 3 | 4  | 13 | -9   |  | Slovan Liberec             | 0-2 | 0-0 |     | 1-0 |
| 4    | KAA La Gantoise          | 0   | 6 | 0 | 0 | 6 | 4  | 15 | -11  |  | KAA La Gantoise            | 1-4 | 0-2 | 1-2 |     |

## Phase finale

### Qualification et tirage au sort
Les douze premiers et deuxièmes de la phase de groupes de la Ligue Europa, rejoints par les huit équipes ayant terminé troisièmes de leur groupe en Ligue des champions, participent à la phase finale de la Ligue Europa qui débute par des seizièmes de finale.
Le tirage au sort des seizièmes de finale est organisé de telle sorte que :
- les clubs d'une même association ne peuvent se rencontrer ;
- les membres d'un même groupe ne peuvent se rencontrer ;
- une tête de série est toujours opposée à une non-tête de série ;
- le match retour a lieu au domicile du club tête de série.

Les tirages au sort des tours suivants n'ont aucune restriction.
| Groupe | 1er (tête de série) | 2e (non-tête de série)   |
| ------ | ------------------- | ------------------------ |
| A      | AS Rome             | BSC Young Boys           |
| B      | Arsenal FC          | Molde FK                 |
| C      | Bayer Leverkusen    | Slavia Prague            |
| D      | Rangers FC          | Benfica Lisbonne         |
| E      | PSV Eindhoven       | Grenade CF               |
| F      | SSC Naples          | Real Sociedad            |
| G      | Leicester City      | SC Braga                 |
| H      | AC Milan            | LOSC Lille               |
| I      | Villarreal CF       | Maccabi Tel-Aviv         |
| J      | Tottenham Hotspur   | Royal Antwerp FC         |
| K      | Dinamo Zagreb       | Wolfsberger AC           |
| L      | TSG 1899 Hoffenheim | Étoile rouge de Belgrade |

Classement des troisièmes de poules en Ligue des champions.
Les quatre meilleurs repêchés de Ligue des champions sont têtes de série (en orange), les quatre moins bons repêchés sont non-têtes de série (en jaune). 
| Rang | Équipe                      | Pts | J | G | N | P | Bp | Bc | Diff |
| ---- | --------------------------- | --- | - | - | - | - | -- | -- | ---- |
| 1    | Manchester United (Grp. H)  | 9   | 6 | 3 | 0 | 3 | 15 | 10 | +5   |
| 2    | Club Bruges KV (Grp. F)     | 8   | 6 | 2 | 2 | 2 | 8  | 10 | -2   |
| 3    | Chakhtar Donetsk (Grp. B)   | 8   | 6 | 2 | 2 | 2 | 5  | 12 | -7   |
| 4    | Ajax Amsterdam (Grp. D)     | 7   | 6 | 2 | 1 | 3 | 7  | 7  | 0    |
| 5    | FK Krasnodar (Grp. E)       | 5   | 6 | 1 | 2 | 3 | 6  | 11 | -5   |
| 6    | Red Bull Salzbourg (Grp. A) | 4   | 6 | 1 | 1 | 4 | 10 | 17 | -7   |
| 7    | Dynamo Kiev (Grp. G)        | 4   | 6 | 1 | 1 | 4 | 4  | 13 | -9   |
| 8    | Olympiakos (Grp. C)         | 3   | 6 | 1 | 0 | 5 | 2  | 10 | -8   |

Source : UEFA
Règles de classification : 1- Points ; 2- Différence de buts ; 3- Buts marqués ; 4- Buts marqués à l'extérieur ; 5- Victoires ; 6- Victoires à l'extérieur ; 7- Classement fair-play ; 8- Coefficient de club.

### Seizièmes de finale
Le tirage au sort des seizièmes de finale a lieu le 14 décembre 2020. Les matchs aller sont joués le 18 février et les matchs retour le 25 février 2021.
| Équipe                   | Aller | Total  | Retour | Équipe              |
| ------------------------ | ----- | ------ | ------ | ------------------- |
| Wolfsberger AC           | 1 - 4 | 1 - 8  | 0 - 4  | Tottenham Hotspur   |
| Dynamo Kiev              | 1 - 1 | 2 - 1  | 1 - 0  | Club Bruges KV      |
| Real Sociedad            | 0 - 4 | 0 - 4  | 0 - 0  | Manchester United   |
| Benfica Lisbonne         | 1 - 1 | 3 - 4  | 2 - 3  | Arsenal FC          |
| Étoile rouge de Belgrade | 2 - 2 | 3 - 3E | 1 - 1  | AC Milan            |
| Royal Antwerp FC         | 3 - 4 | 5 - 9  | 2 - 5  | Rangers FC          |
| Slavia Prague            | 0 - 0 | 2 - 0  | 2 - 0  | Leicester City      |
| Red Bull Salzbourg       | 0 - 2 | 1 - 4  | 1 - 2  | Villarreal CF       |
| SC Braga                 | 0 - 2 | 1 - 5  | 1 - 3  | AS Rome             |
| FK Krasnodar             | 2 - 3 | 2 - 4  | 0 - 1  | Dinamo Zagreb       |
| BSC Young Boys           | 4 - 3 | 6 - 3  | 2 - 0  | Bayer Leverkusen    |
| Molde FK                 | 3 - 3 | 5 - 3  | 2 - 0  | TSG 1899 Hoffenheim |
| Grenade CF               | 2 - 0 | 3 - 2  | 1 - 2  | SSC Naples          |
| Maccabi Tel-Aviv         | 0 - 2 | 0 - 3  | 0 - 1  | Chakhtar Donetsk    |
| LOSC Lille               | 1 - 2 | 2 - 4  | 1 - 2  | Ajax Amsterdam      |
| Olympiakos               | 4 - 2 | 5 - 4  | 1 - 2  | PSV Eindhoven       |

### Huitièmes de finale
Le tirage au sort des huitièmes de finale se déroule le 26 février 2021. Les matchs aller se jouent le 11 mars et les matchs retour le 18 mars 2021.
| Équipe            | Aller | Total | Retour   | Équipe           |
| ----------------- | ----- | ----- | -------- | ---------------- |
| Ajax Amsterdam    | 3 - 0 | 5 - 0 | 2 - 0    | BSC Young Boys   |
| Dynamo Kiev       | 0 - 2 | 0 - 4 | 0 - 2    | Villarreal CF    |
| AS Rome           | 3 - 0 | 5 - 1 | 2 - 1    | Chakhtar Donetsk |
| Olympiakos        | 1 - 3 | 2 - 3 | 1 - 0    | Arsenal FC       |
| Tottenham Hotspur | 2 - 0 | 2 - 3 | 0 - 3 ap | Dinamo Zagreb    |
| Manchester United | 1 - 1 | 2 - 1 | 1 - 0    | AC Milan         |
| Slavia Prague     | 1 - 1 | 3 - 1 | 2 - 0    | Rangers FC       |
| Grenade CF        | 2 - 0 | 3 - 2 | 1 - 2    | Molde FK         |

### Quarts de finale
Le tirage au sort des quarts de finale se déroule le 19 mars 2021. Les matchs aller se jouent le 8 avril et les matchs retour le 15 avril 2021.
| Équipe         | Aller | Total | Retour | Équipe            |
| -------------- | ----- | ----- | ------ | ----------------- |
| Grenade CF     | 0 - 2 | 0 - 4 | 0 - 2  | Manchester United |
| Arsenal FC     | 1 - 1 | 5 - 1 | 4 - 0  | Slavia Prague     |
| Ajax Amsterdam | 1 - 2 | 2 - 3 | 1 - 1  | AS Rome           |
| Dinamo Zagreb  | 0 - 1 | 1 - 3 | 1 - 2  | Villarreal CF     |

### Demi-finales
Les matchs aller se jouent le 29 avril et les matchs retour le 6 mai 2021.
| Équipe            | Aller | Total | Retour | Équipe     |
| ----------------- | ----- | ----- | ------ | ---------- |
| Manchester United | 6 - 2 | 8 - 5 | 2 - 3  | AS Rome    |
| Villarreal CF     | 2 - 1 | 2 - 1 | 0 - 0  | Arsenal FC |

### Finale
La finale est jouée le mercredi 26 mai 2021 au Stade Energa de Gdańsk en Pologne. 
| Club          | Score                | Club              |
| ------------- | -------------------- | ----------------- |
| Villarreal CF | 1 - 1 ap 11 - 10 tab | Manchester United |

### Tableau final
|  | Huitièmes de finale | Huitièmes de finale | Huitièmes de finale | Huitièmes de finale |                   |                   | Quarts de finale | Quarts de finale | Quarts de finale | Quarts de finale |  |  | Demi-finales | Demi-finales | Demi-finales | Demi-finales |  |  | Finale                             | Finale | Finale | Finale |
|  |                     |                     |                     |                     |                   |                   |                  |                  |                  |                  |  |  |              |              |              |              |  |  |                                    |        |        |        |
|  |                     |                     |                     |                     |                   |                   |                  |                  |                  |                  |  |  |              |              |              |              |  |  | 26 mai 2021 - Stade Energa, Gdańsk |        |        |        |
|  | Tottenham Hotspur   | Tottenham Hotspur   | 2                   | 0                   |                   |                   |                  |                  |                  |                  |  |  |              |              |              |              |  |  |                                    |        |        |        |
|  | Tottenham Hotspur   | Tottenham Hotspur   | 2                   | 0                   |                   |                   |                  |                  |                  |                  |  |  |              |              |              |              |  |  |                                    |        |        |        |
|  | Dinamo Zagreb       | Dinamo Zagreb       | 0                   | 3ap                 |                   |                   |                  |                  |                  |                  |  |  |              |              |              |              |  |  |                                    |        |        |        |
|  | Dinamo Zagreb       | Dinamo Zagreb       | 0                   | 3ap                 | Dinamo Zagreb     | Dinamo Zagreb     | 0                | 1                |                  |                  |  |  |              |              |              |              |  |  |                                    |        |        |        |
|  |                     |                     |                     |                     | Dinamo Zagreb     | Dinamo Zagreb     | 0                | 1                |                  |                  |  |  |              |              |              |              |  |  |                                    |        |        |        |
|  |                     |                     | Villarreal CF       | Villarreal CF       | 1                 | 2                 |                  |                  |                  |                  |  |  |              |              |              |              |  |  |                                    |        |        |        |
|  | Dynamo Kiev         | Dynamo Kiev         | Villarreal CF       | Villarreal CF       | 1                 | 2                 | 0                | 0                |                  |                  |  |  |              |              |              |              |  |  |                                    |        |        |        |
|  | Dynamo Kiev         | Dynamo Kiev         |                     |                     |                   |                   |                  | 0                |                  |                  |  |  |              |              |              |              |  |  |                                    |        |        |        |
|  | Villarreal CF       | Villarreal CF       | 2                   | 2                   |                   |                   |                  |                  |                  |                  |  |  |              |              |              |              |  |  |                                    |        |        |        |
|  | Villarreal CF       | Villarreal CF       | 2                   | 2                   | Villarreal CF     | Villarreal CF     | 2                | 0                |                  |                  |  |  |              |              |              |              |  |  |                                    |        |        |        |
|  |                     |                     |                     |                     | Villarreal CF     | Villarreal CF     | 2                | 0                |                  |                  |  |  |              |              |              |              |  |  |                                    |        |        |        |
|  |                     |                     | Arsenal FC          | Arsenal FC          | 1                 | 0                 |                  |                  |                  |                  |  |  |              |              |              |              |  |  |                                    |        |        |        |
|  | Olympiakos          | Olympiakos          | Arsenal FC          | Arsenal FC          | 1                 | 0                 | 1                | 1                |                  |                  |  |  |              |              |              |              |  |  |                                    |        |        |        |
|  | Olympiakos          | Olympiakos          |                     |                     |                   |                   |                  | 1                |                  |                  |  |  |              |              |              |              |  |  |                                    |        |        |        |
|  | Arsenal FC          | Arsenal FC          | 3                   | 0                   |                   |                   |                  |                  |                  |                  |  |  |              |              |              |              |  |  |                                    |        |        |        |
|  | Arsenal FC          | Arsenal FC          | 3                   | 0                   | Arsenal FC        | Arsenal FC        | 1                | 4                |                  |                  |  |  |              |              |              |              |  |  |                                    |        |        |        |
|  |                     |                     |                     |                     | Arsenal FC        | Arsenal FC        | 1                | 4                |                  |                  |  |  |              |              |              |              |  |  |                                    |        |        |        |
|  |                     |                     | Slavia Prague       | Slavia Prague       | 1                 | 0                 |                  |                  |                  |                  |  |  |              |              |              |              |  |  |                                    |        |        |        |
|  | Slavia Prague       | Slavia Prague       | Slavia Prague       | Slavia Prague       | 1                 | 0                 | 1                | 2                |                  |                  |  |  |              |              |              |              |  |  |                                    |        |        |        |
|  | Slavia Prague       | Slavia Prague       |                     |                     |                   |                   |                  | 2                |                  |                  |  |  |              |              |              |              |  |  |                                    |        |        |        |
|  | Rangers FC          | Rangers FC          | 1                   | 0                   |                   |                   |                  |                  |                  |                  |  |  |              |              |              |              |  |  |                                    |        |        |        |
|  | Rangers FC          | Rangers FC          | 1                   | 0                   | Villarreal CF     | Villarreal CF     | 1ap              | (11) tab         |                  |                  |  |  |              |              |              |              |  |  |                                    |        |        |        |
|  |                     |                     |                     |                     | Villarreal CF     | Villarreal CF     | 1ap              | (11) tab         |                  |                  |  |  |              |              |              |              |  |  |                                    |        |        |        |
|  |                     |                     | Manchester United   | Manchester United   | 10                | (10)0             |                  |                  |                  |                  |  |  |              |              |              |              |  |  |                                    |        |        |        |
|  | Grenade CF          | Grenade CF          | Manchester United   | Manchester United   | 10                | (10)0             | 2                | 1                |                  |                  |  |  |              |              |              |              |  |  |                                    |        |        |        |
|  | Grenade CF          | Grenade CF          |                     |                     |                   |                   |                  | 1                |                  |                  |  |  |              |              |              |              |  |  |                                    |        |        |        |
|  | Molde FK            | Molde FK            | 0                   | 2                   |                   |                   |                  |                  |                  |                  |  |  |              |              |              |              |  |  |                                    |        |        |        |
|  | Molde FK            | Molde FK            | 0                   | 2                   | Grenade CF        | Grenade CF        | 0                | 0                |                  |                  |  |  |              |              |              |              |  |  |                                    |        |        |        |
|  |                     |                     |                     |                     | Grenade CF        | Grenade CF        | 0                | 0                |                  |                  |  |  |              |              |              |              |  |  |                                    |        |        |        |
|  |                     |                     | Manchester United   | Manchester United   | 2                 | 2                 |                  |                  |                  |                  |  |  |              |              |              |              |  |  |                                    |        |        |        |
|  | Manchester United   | Manchester United   | Manchester United   | Manchester United   | 2                 | 2                 | 1                | 1                |                  |                  |  |  |              |              |              |              |  |  |                                    |        |        |        |
|  | Manchester United   | Manchester United   |                     |                     |                   |                   |                  | 1                |                  |                  |  |  |              |              |              |              |  |  |                                    |        |        |        |
|  | AC Milan            | AC Milan            | 1                   | 0                   |                   |                   |                  |                  |                  |                  |  |  |              |              |              |              |  |  |                                    |        |        |        |
|  | AC Milan            | AC Milan            | 1                   | 0                   | Manchester United | Manchester United | 6                | 2                |                  |                  |  |  |              |              |              |              |  |  |                                    |        |        |        |
|  |                     |                     |                     |                     | Manchester United | Manchester United | 6                | 2                |                  |                  |  |  |              |              |              |              |  |  |                                    |        |        |        |
|  |                     |                     | AS Rome             | AS Rome             | 2                 | 3                 |                  |                  |                  |                  |  |  |              |              |              |              |  |  |                                    |        |        |        |
|  | Ajax Amsterdam      | Ajax Amsterdam      | AS Rome             | AS Rome             | 2                 | 3                 | 3                | 2                |                  |                  |  |  |              |              |              |              |  |  |                                    |        |        |        |
|  | Ajax Amsterdam      | Ajax Amsterdam      |                     |                     |                   |                   |                  | 2                |                  |                  |  |  |              |              |              |              |  |  |                                    |        |        |        |
|  | BSC Young Boys      | BSC Young Boys      | 0                   | 0                   |                   |                   |                  |                  |                  |                  |  |  |              |              |              |              |  |  |                                    |        |        |        |
|  | BSC Young Boys      | BSC Young Boys      | 0                   | 0                   | Ajax Amsterdam    | Ajax Amsterdam    | 1                | 1                |                  |                  |  |  |              |              |              |              |  |  |                                    |        |        |        |
|  |                     |                     |                     |                     | Ajax Amsterdam    | Ajax Amsterdam    | 1                | 1                |                  |                  |  |  |              |              |              |              |  |  |                                    |        |        |        |
|  |                     |                     | AS Rome             | AS Rome             | 2                 | 1                 |                  |                  |                  |                  |  |  |              |              |              |              |  |  |                                    |        |        |        |
|  | AS Rome             | AS Rome             | AS Rome             | AS Rome             | 2                 | 1                 | 3                | 2                |                  |                  |  |  |              |              |              |              |  |  |                                    |        |        |        |
|  | AS Rome             | AS Rome             |                     |                     |                   |                   |                  | 2                |                  |                  |  |  |              |              |              |              |  |  |                                    |        |        |        |
|  | Chakhtar Donetsk    | Chakhtar Donetsk    | 0                   | 1                   |                   |                   |                  |                  |                  |                  |  |  |              |              |              |              |  |  |                                    |        |        |        |
|  | Chakhtar Donetsk    | Chakhtar Donetsk    | 0                   | 1                   |                   |                   |                  |                  |                  |                  |  |  |              |              |              |              |  |  |                                    |        |        |        |
|  |                     |                     |                     |                     |                   |                   |                  |                  |                  |                  |  |  |              |              |              |              |  |  |                                    |        |        |        |

## Statistiques, classements et prix

### Classements des buteurs et des passeurs décisifs
Statistiques officielles de l'UEFA, rencontres de la phase qualificative exclues.
| Rang | Buteur        | Club             | Buts | Passes | Minutes jouées |
| ---- | ------------- | ---------------- | ---- | ------ | -------------- |
| 1    | Gerard Moreno | Villarreal       | 7    | 5      | 879            |
| 1    | Pizzi         | Benfica Lisbonne | 7    | 2      | 385            |
| 1    | Yusuf Yazıcı  | LOSC Lille       | 7    | 2      | 625            |
| 1    | Borja Mayoral | AS Rome          | 7    | 2      | 659            |
| 5    | Nicolas Pépé  | Arsenal FC       | 6    | 4      | 903            |

| Rang | Passeur          | Club              | Passes | Buts | Minutes jouées |
| ---- | ---------------- | ----------------- | ------ | ---- | -------------- |
| 1    | Gerard Moreno    | Villarreal        | 5      | 7    | 879            |
| 1    | Galeno           | SC Braga          | 5      | 2    | 571            |
| 1    | Samuel Chukwueze | Villarreal        | 5      | 1    | 772            |
| 4    | Nicolas Pépé     | Arsenal FC        | 4      | 6    | 903            |
| 5    | Bruno Fernandes  | Manchester United | 4      | 5    | 748            |

### Joueurs de la semaine
| Journée                    | Joueur                    | Club              |
| -------------------------- | ------------------------- | ----------------- |
| Journée 1                  | Yusuf Yazıcı              | LOSC Lille        |
| Journée 2                  | Michael Liendl            | Wolfsberger AC    |
| Journée 3                  | Yusuf Yazıcı              | LOSC Lille        |
| Journée 4                  | Carlos Vinícius           | Tottenham Hotspur |
| Journée 5                  | Burak Yılmaz              | LOSC Lille        |
| Journée 6                  | Leon Bailey               | Bayer Leverkusen  |
| Seizièmes de finale aller  | Bruno Fernandes           | Manchester United |
| Seizièmes de finale retour | Pierre-Emerick Aubameyang | Arsenal FC        |
| Huitièmes de finale aller  | Harry Kane                | Tottenham Hotspur |
| Huitièmes de finale retour | Mislav Oršić              | Dinamo Zagreb     |
| Quarts de finale aller     | Pau López                 | AS Roma           |
| Quarts de finale retour    | Bukayo Saka               | Arsenal FC        |
| Demi-finales aller         | Bruno Fernandes           | Manchester United |
| Demi-finales retour        | Edinson Cavani            | Manchester United |
| Finale                     | Étienne Capoue            | Villarreal CF     |

### Équipe de la saison
| Gardien                                    | Défenseurs                                                                                                  | Milieux | Attaquants                                                       |
| ------------------------------------------ | --- | --- | ---------------------------------------------------------------- |
| Dominik Livaković Pau López Gerónimo Rulli | Raúl Albiol Harry Maguire Aaron Wan-Bissaka Gianluca Mancini Leonardo Spinazzola Alfonso Pedraza Pau Torres | Bruno Fernandes Daniel Parejo Lorenzo Pellegrini Paul Pogba Étienne Capoue Mislav Oršić Lukáš Provod Scott McTominay | Gerard Moreno Edinson Cavani Dušan Tadić Edin Džeko Nicolas Pépé |

Les 23 joueurs ont été désignés par les observateurs techniques de l'UEFA : Packie Bonner, Boštjan Cesar, Savvas Constantinou, Cosmin Contra, Dušan Fitzel, Frans Hoek, Hans Leitert, Jarmo Matikainen, Ginés Meléndez, John Peacock, Ghenadie Scurtul.

## Nombre d'équipes par pays et par tour
L'ordre des fédérations est établi suivant le classement UEFA des pays en 2020. Les clubs repêchés de la Ligue des champions apparaissent en italique.
| Association        |       | Barrages              | +   | Phase de groupes                 | +  | Seizièmes de finale                          | Huitièmes de finale               | Quarts de finale       | Demi-finales           | Finale        |
| ------------------ | ----- | --------------------- | --- | -------------------------------- | -- | -------------------------------------------- | --------------------------------- | ---------------------- | ---------------------- | ------------- |
| Espagne            |       | 1 Grenade             | +2  | 3 Sociedad, Villarreal, Grenade  |    | 3 Sociedad, Villarreal, Grenade              | 2 Villarreal, Grenade             | 2 Villarreal, Grenade  | 1 Villarreal           | 1 Villarreal  |
| Angleterre         |       | 1 Tottenham           | +2  | 3 Arsenal, Leicester, Tottenham  | +1 | 4 Arsenal, Leicester, Tottenham, Man. United | 3 Arsenal, Tottenham, Man. United | 2 Arsenal, Man. United | 2 Arsenal, Man. United | 1 Man. United |
| Italie             |       | 1 Milan               | +2  | 3 Naples, Rome, Milan            |    | 3 Naples, Rome, Milan                        | 2 Rome, Milan                     | 1 Rome                 | 1 Rome                 |               |
| Allemagne          |       | 1 Wolfsburg           | +2  | 2 Hoffenheim, Leverkusen         |    | 2 Hoffenheim, Leverkusen                     |                                   |                        |                        |               |
| France             |       |                       | +2  | 2 Lille, Nice                    |    | 1 Lille                                      |                                   |                        |                        |               |
| Russie             |       |                       | +1  | 1 CSKA Moscou                    | +1 | 1 Krasnodar                                  |                                   |                        |                        |               |
| Portugal           |       | 2 Rio Ave, Sporting   | +2  | 2 Braga, Benfica                 |    | 2 Braga, Benfica                             |                                   |                        |                        |               |
| Belgique           |       | 2 Charleroi, Standard | +2  | 3 Antwerp, Standard, La Gantoise | +1 | 2 Antwerp, Bruges                            |                                   |                        |                        |               |
| Ukraine            |       |                       | +1  | 1 Louhansk                       | +2 | 2 Donetsk, Kiev                              | 2 Donetsk, Kiev                   |                        |                        |               |
| Pays-Bas           |       | 1 Eindhoven           | +2  | 3 Alkmaar, Feyenoord, PSV        | +1 | 2 Ajax, PSV                                  | 1 Ajax                            | 1 Ajax                 |                        |               |
| Turquie            |       | 1 Galatasaray         | +1  | 1 Sivasspor                      |    |                                              |                                   |                        |                        |               |
| Autriche           |       | 1 Linz                | +2  | 3 Vienne, Wolfsberger, LASK      | +1 | 2 Salzbourg, Wolfsberger                     |                                   |                        |                        |               |
| Danemark           |       | 1 Copenhague          |     |                                  |    |                                              |                                   |                        |                        |               |
| Écosse             |       | 2 Celtic, Rangers     |     | 2 Celtic, Rangers                |    | 1 Rangers                                    | 1 Rangers                         |                        |                        |               |
| Tchéquie           |       | 2 Liberec, Plzeň      | +2  | 3 Sparta, Liberec, Slavia        |    | 1 Slavia                                     | 1 Slavia                          | 1 Slavia               |                        |               |
| Chypre             |       | 1 APOEL               | +1  | 1 Omonia                         |    |                                              |                                   |                        |                        |               |
| Suisse             |       | 2 Bâle, Young Boys    |     | 1 Young Boys                     |    | 1 Young Boys                                 | 1 Young Boys                      |                        |                        |               |
| Grèce              |       | 1 Athènes             | +1  | 2 Athènes, Salonique             | +1 | 1 Olympiakos                                 | 1 Olympiakos                      |                        |                        |               |
| Serbie             |       | 1 Belgrade            |     | 1 Belgrade                       |    | 1 Belgrade                                   |                                   |                        |                        |               |
| Croatie            |       | 2 Rijeka, Zagreb      |     | 2 Rijeka, Zagreb                 |    | 1 Zagreb                                     | 1 Zagreb                          | 1 Zagreb               |                        |               |
| Suède              |       | 1 Malmö               |     |                                  |    |                                              |                                   |                        |                        |               |
| Norvège            |       | 1 Rosenborg           | +1  | 1 Molde                          |    | 1 Molde                                      | 1 Molde                           |                        |                        |               |
| Israël             |       | 2 Beer-Sheva, Haïfa   | +1  | 2 Beer-Sheva, Tel-Aviv           |    | 1 Tel-Aviv                                   |                                   |                        |                        |               |
| Biélorussie        |       | 1 Dinamo Brest        |     |                                  |    |                                              |                                   |                        |                        |               |
| Azerbaïdjan        |       | 1 Qarabağ FK          |     | 1 Qarabağ                        |    |                                              |                                   |                        |                        |               |
| Bulgarie           |       | 2 Ludogorets, Sofia   |     | 2 Ludogorets, Sofia              |    |                                              |                                   |                        |                        |               |
| Roumanie           |       | 1 Cluj                |     | 1 Cluj                           |    |                                              |                                   |                        |                        |               |
| Pologne            |       | 2 Poznań, Varsovie    |     | 1 Poznań                         |    |                                              |                                   |                        |                        |               |
| Hongrie            |       | 1 Fehérvár            |     |                                  |    |                                              |                                   |                        |                        |               |
| Arménie            |       | 1 Ararat-Armenia      |     |                                  |    |                                              |                                   |                        |                        |               |
| Albanie            |       | 1 Tirana              |     |                                  |    |                                              |                                   |                        |                        |               |
| Bosnie-Herzégovine |       | 1 Sarajevo            |     |                                  |    |                                              |                                   |                        |                        |               |
| Irlande            |       | 1 Dundalk             |     | 1 Dundalk                        |    |                                              |                                   |                        |                        |               |
| Finlande           |       | 1 KuPS                |     |                                  |    |                                              |                                   |                        |                        |               |
| Estonie            |       | 1 Flora               |     |                                  |    |                                              |                                   |                        |                        |               |
| Îles Féroé         |       | 1 Klaksvík            |     |                                  |    |                                              |                                   |                        |                        |               |
| Total              | Total | 42                    | +27 | 48                               | +8 | 32                                           | 16                                | 8                      | 4                      | 2             |